# Musée d'Arts de Nantes
Pour les articles homonymes, voir Musée des beaux-arts.
Le musée d'Arts de Nantes (anciennement musée des Beaux-Arts de Nantes) est un musée d'art offrant un panorama d'ensemble des principaux mouvements artistiques français et européens du XIIIe siècle à nos jours.
Ses collections sont parmi les plus importantes collections publiques françaises en-dehors de Paris, aux côtés de celles des musées des Beaux-Arts de Valenciennes, de Grenoble, de Lyon, de Lille ou de Montpellier.

## Situation et accès
Le musée est accessible via la station Trébuchet desservie par les bus 11 et 12.

## Historique

### Origines
Le musée d'Arts de Nantes est créé, comme quatorze autres musées de province, par arrêté consulaire du 14 fructidor an IX (1er septembre 1801). Le musée des Beaux-Arts de Nantes reçoit des œuvres achetées par l'État et des dépôts du Musée central (aujourd'hui musée du Louvre). Il prend, dès le début du XIXe siècle, une place importante dans les collections publiques française grâce à l'achat par la Ville de Nantes de la collection des frères Pierre et François Cacault. Ce fonds, comportant des œuvres majeures, est par la suite complété par plusieurs autres donations directes ou testamentaires, et par une politique d'achats soutenue par la Société des amis du musée des Beaux-Arts de Nantes.
Il bénéficie en 1804 et en 1809 de l'envoi par l'État de 43 tableaux prélevés dans les réserves du Musée central. Ces œuvres proviennent de l'ancienne collection royale, d'églises et de couvents de Paris ou encore des conquêtes révolutionnaires et napoléoniennes. Mais c'est l'achat de la collection des frères Cacault par la ville en 1810 qui donne au musée de Nantes toute sa richesse et son ampleur. Selon un inventaire effectué en 1808, la collection Cacault était alors la plus riche collection de tableaux qui existait en dehors de Paris puisqu'elle comptait : 1 155 peintures, 64 sculptures et 134 volumes in-folios et 6 370 gravures. Ces premières œuvres envoyées par l’État, en 1804 et en 1809, et celles achetées à Pierre Cacault en 1810, sont dispersées dans différents édifices publics de la Ville : en grande partie dans des bureaux de l’Hôtel de ville mais également à la Préfecture, au Tribunal civil et dans des églises.

### La Halle aux toiles puis Palais Clarke de Feltre
En ces premières décennies du siècle, malgré l’insistance du Ministère public, le Conseil municipal n’arrive pas a déterminer de lieu pour fonder un musée. De plus, la Ville souffre de difficultés financières. Différents projets sont pourtant mis à l’étude, notamment celui confié à Mathurin Crucy en 1820, qui associe le projet du musée à l’Hôtel de ville, mais il n'aboutit pas.
Ainsi le 1er octobre 1828, le maire de Nantes Louis-Hyacinthe Levesque ouvre la séance du Conseil municipal par cette constatation « Faute d’un local convenable, les objets sont répartis et divisés dans des bureaux où ils sont sans utilité… Il y a urgence à former un musée ». Le projet d’installation d’un musée à l’étage de la Halle aux Toiles est décidé en 1829. Située en centre-ville, la Halle est une propriété communale qui vient d’être construite et la Ville fait donc l’économie d’un loyer. De plus, le bâtiment nécessite peu de dépenses : l’aménagement intérieur est favorable et les fenêtres nombreuses. Le bâtiment offre également l’avantage d’être l’un des plus vastes de la ville. Or, la collection, forte de plus de 1 500 tableaux, réclame un important espace d’exposition.
Le musée est inauguré le 1er avril 1830. La longue galerie de la Halle est alors divisée en deux parties égales : l’une est réservée au marché aux toiles et la seconde est consacrée au musée qui dispose d’une surface d’exposition d’environ 500 m2 répartie en un vestibule, trois salons et trois cabinets.
Cependant, l’espace dévolu au musée se révèle insuffisant pour exposer l’ensemble de la collection et certaines salles, à l’origine destinées à la Halle aux toiles, sont affectées au musée, successivement en 1833, 1836 et 1846. À cette dernière date, le marché aux toiles est définitivement transféré dans la partie haute de la Halle aux blés. Quant au musée, il occupe tout le premier étage portant à sept le nombre de ses salles au lieu de quatre à l’origine.
À la suite du legs des frères Edgard et Alphonse Clarke de Feltre en 1852, le musée devient musée Clarke de Feltre, dénominatione qu’il conserve environ une cinquantaine d’années.

Le musée Feltre en 1898.

Malgré l’extension des espaces utilisés par le musée, le bâtiment, qui à l’origine devait être provisoire et précéder la construction d’un nouveau bâtiment, se révèle inadapté en raison des exigences originelles du marché (salles trop grandes, ouvertures trop larges, aspect extérieur peu attrayant). 
En 1843, la Commission de surveillance envoie une lettre au maire Ferdinand Favre dans laquelle elle précise que « le musée est trop petit, trop froid, incommode, exposé à la poussière des greniers et de l’ignoble dallage sur lequel on marche ». 
Le musée reste donc inadapté à la présentation des collections durant toute la seconde moitié du XIXe siècle et ce jusqu’à la construction d’un nouveau musée.

### La construction du Palais des arts
L’intervention de l’État va être prépondérante dans la construction d’un nouveau musée : en 1887, Jules Dauban, inspecteur des Beaux-Arts, est délégué à Nantes. Il dresse un portrait négatif du musée et l’estime trop petit, mal situé et non chauffé. Il écrit :« La ville possède une des plus belles collections de tableaux de la province, et faute de place, ne peut en exposer que la moitié. Néanmoins, un musée si beau et si riche doit mériter tous les sacrifices que comporteraient une bonne installation de sa collection ».Le 12 avril 1890, c’est Léon Bourgeois (1851-1927), ministre de l’Intérieur et des Beaux-arts qui adresse une lettre sévère au préfet de Loire-Inférieure et réclame une intervention auprès du maire de Nantes pour trouver une solution. Dans le cas contraire, il menace de retirer les dépôts de l’État (soit environ 200 œuvres).
En 1891, la ville décide de construire un bâtiment dédié au musée et à la bibliothèque municipale, qui permettra de conserver les collections. Une parcelle quadrangulaire à proximité du lycée et du Jardin des plantes, est retenue pour accueillir le futur palais des Beaux-Arts. Les problèmes de la Halle aux toiles ont été tellement importants que le Conseil municipal souhaite que le musée perdure. À son inauguration, le 19 janvier 1900, ce nouveau bâtiment sera baptisé « Palais des Arts ».
En raison de l’importance du projet, un concours national à deux degrés est organisé, sous le nom de "musée de peinture et de sculpture". Les besoins y sont précisément quantifiés : les qualités spatiales des salles, leur mode d’éclairage et leur répartition par niveaux. Le concours du premier degré se fait sur esquisses anonymes. Les auteurs des sept projets retenus prennent seuls part à l’épreuve définitive. Ils doivent fournir dans un délai de cinq mois un plan détaillé du futur musée avec un devis estimatif des travaux.
Le lauréat du concours est l’architecte nantais Clément Josso. C’est la première grande commande obtenue par cet architecte, né à Nantes en 1853, diplômé de l’École des Beaux-Arts de Paris et issu d’une importante dynastie d’architectes nantais. Le musée est alors à l’image d’autres musées construits au XIXe siècle comme un temple républicain, éclectique et solennel, consacré à l’art. Il est conçu comme un « palais » ordonné autour d’un patio central à éclairage naturel, il est considéré comme l’une des grandes réussites de l’architecture muséographique de la fin du XVIIIe siècle.
Cependant, pour des raisons budgétaires, le caractère ostentatoire de cet édifice de 11 000 m2, organisé autour d’un patio central et doté d’un monumental escalier à double volée, se verra allégé par Léon-Félix Lenoir, autre architecte nantais, auquel la municipalité confiera la fin du chantier après l’évincement de Clément Josso pour d’importants dépassements budgétaires.
La façade principale, rue Clemenceau, est rythmée par différents styles ornementaux typiques de l’éclectisme qui triomphe à l’Exposition universelle de Paris en 1900.

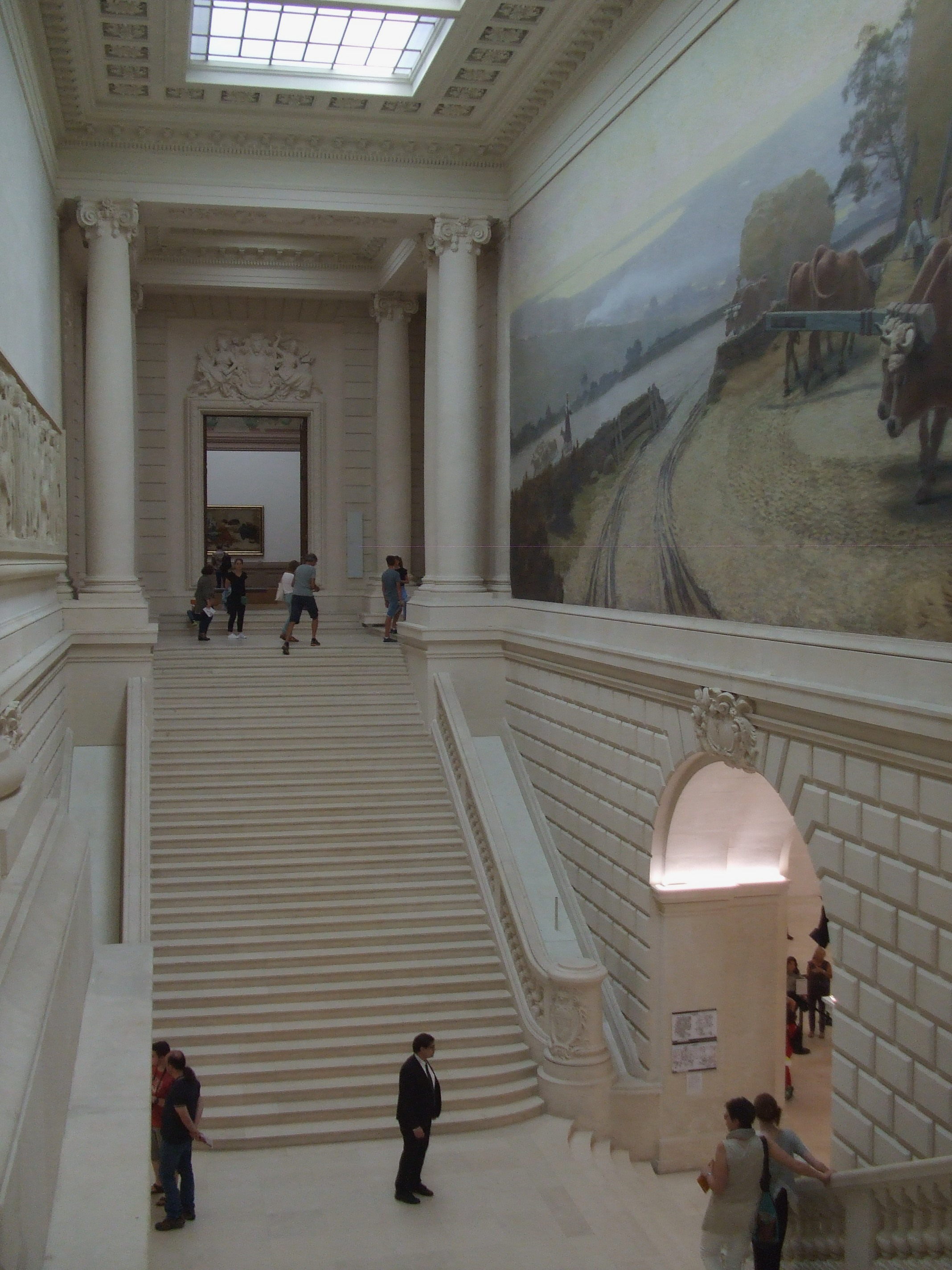
Escalier monumental du Musée d'arts de Nantes

Elle est composée d’un corps principal flanqué sur chaque côté d’un pavillon en saillie. Si les pavillons sont ornés d’un balcon et surmontés d’un fronton triangulaire, le corps principal s’inspire des palais de la Renaissance italienne à trois niveaux : un premier niveau avec un appareillage à refends percé de baies en plein cintre ; un étage aveugle alternant colonnes géminées ioniques et sculptures allégoriques : les allégories de La Peinture et La Gravure exécutées par Agathon Léonard,  L’Orfèvrerie d'Édouard Lormier, La Tapisserie par Jules-Jacques Labatut, La Céramique par Maximilien Bourgeois, La Sculpture et L’Architecture par Louis Noël; enfin une corniche saillante surmontée d’une balustrade. Au milieu des frontons des pavillons latéraux, deux figures féminines présentent les blasons des premiers grands donateurs, Clarke de Feltre et Urvoy de Saint-Bedan, tandis que de part et d’autre de la balustrade, deux angelots soutiennent le blason de la ville de Nantes.
À l’intérieur, l’entrée se fait dans un vaste hall voûté qui rappelle le vestibule de l’Opéra de Paris de Charles Garnier (1860-1875). Puis, un double circuit de galeries s’ordonne sur deux niveaux autour d’une vaste cour centrale (le patio) prévue pour l’installation des sculptures. Une grande verrière de fer et de verre laisse abondamment pénétrer la lumière zénithale. On accède à l’étage par l'escalier monumental orné d’une fresque peinte par Hippolyte Berteaux, intitulée Bretagne laborieuse.
Les façades, les toitures et l'escalier d'honneur du bâtiment qui abrite les collections sont inscrits au titre des monuments historiques depuis le 29 octobre 1975.

Allégories de la façade
Jules Jacques Labatut, La Tapisserie (vers 1891).
Louis Noël, La Sculpture (vers 1891).
Agathon Léonard, La Peinture (vers 1891).
Adouard Lormier, L'Orfèvrerie(vers 1891).
Agathon Léonard, La Gravure (vers 1891).
Maximilien Louis Bourgeois, La Céramique (vers 1891).
Louis Noël, L'Architecture (vers 1891).

### Rénovation duXXIesiècle
Jusqu'en 1985, le bâtiment accueillait également en son sein, et ce depuis 1900, l'essentiel des fonds de la bibliothèque municipale de la ville, avant que ceux-ci ne soient finalement installés dans la nouvelle médiathèque Jacques-Demy située sur le quai de la Fosse,. On note également dans les années 1980 que les espaces du rez-de-chaussée sont rénovés pour permettre l’accrochage de l’art moderne et contemporain.
Au XXIe siècle, malgré les rénovations qui ont eu lieu dans les années 1980, le musée est à nouveau à l’étroit dans ses murs : une grande partie des collections d’art contemporain demeure en réserves. L’établissement manque également des infrastructures attendues pour un établissement moderne (auditorium, salles pédagogiques). Enfin, le musée ne répond plus aux normes internationales de conservation, de présentation et d’accessibilité nécessaires.
La décision de rénover et d’étendre le musée est prise par Jean-Marc Ayrault, maire de Nantes, sur recommandation de Blandine Chavanne, directrice du musée. Un concours européen est alors lancé. En 2009, l’agence d’architecture britannique Stanton Williams remporte le concours international pour la rénovation et l’extension du Musée d’arts de Nantes, mais également pour la conception de la scénographie, la signalétique et l’aménagement urbain des rues et places publiques adjacentes à l’îlot muséal.
La première ambition de ces travaux est d'ouvrir le musée sur la ville ; les travaux du musée s'accompagnent ainsi d'une refonte de la rue Georges-Clemenceau, permettant la construction d'un vaste parvis.
Le 18 décembre 2011, le musée ferme ses portes pour une durée initialement prévue de deux ans maximum, afin d'effectuer d'importants travaux d'agrandissement qui doivent porter sa surface à 17 000 m2 (contre 11 400 m2 précédemment) et permettant d'englober la chapelle de l'Oratoire (servant de lieu d'expositions temporaires pour le musée) située à proximité,.
Cette durée devra être prolongée de quatre ans, repoussant la réouverture du musée à 2017 augmentant également le coût des travaux de 73,49 millions à 83,83 millions d'euros. Ce retard dans les travaux de réhabilitation est notamment dû aux travaux de liaison par le sous-sol du bâtiment de 1900 à la Chapelle de l'Oratoire, du fait de la détection en 2012 d'une eau souterraine.  Certains espaces techniques doivent être, de ce fait, déplacés dans le Cube.
Après six ans de travaux, le Musée d’arts de Nantes ouvre le 23 juin 2017, sur l'ensemble des espaces d'exposition. L’entrée et l’esthétique du musée originel ont été conservées : le perron, le hall d’entrée solennel tout comme l’escalier théâtral demeurent les fleurons du musée. Plusieurs modifications structurelles affectent le patio sans en modifier fondamentalement l’aspect : installation d’un système de contrôle du climat (sol chauffant, murs coulissants pour fermer les arcades, bouches d’aération), et restauration totale de la verrière.
Une réhabilitation patrimoniale d’ampleur a été réalisée : un ravalement des 8 000 m2 des murs d’enceinte en pierre, une restauration de toutes les sculptures en façade du Palais, une réfection des 4 000 m2 de parquets anciens. La totalité des 3 500 m2 de verrière ont été déposés et remplacés par un système techniquement plus élaboré, qui permet de meilleurs contrôles du climat, de l’éclairement et de l’isolation thermique.

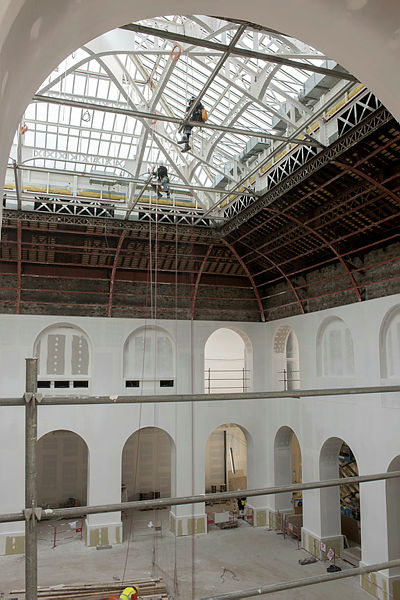
Cécile Clos, Rénovation de la verrière du patio (2017).

Les architectes ont cherché à pallier les défauts du Palais d’origine, un lieu clos et replié sur lui-même, par la création d’une extension, le Cube, par une réflexion menée sur le lien du musée avec la chapelle et par le travail sur le parvis et le déploiement de vastes vitrines contribuant à ouvrir le musée vers la ville.Les architectes sont ainsi parvenus à contredire l’écrivain Julien Gracq qui décrivait en 1985 le musée comme « un étrange monument aveugle, sorte de piédestal découronné de son quadrige », en particulier en faisant disparaître les grilles qui entouraient la façade principale du musée remplacées par un vaste escalier terrasse ouvert sur la rue. Le choix des matériaux est sobre, et ce sont eux seuls qui apportent la couleur : éléments métalliques de couleur bronze, mobilier en bois de chêne brut et béton.De plus, le musée est dorénavant doté d’un auditorium de 160 places, de quatre salles pédagogiques, de réserves en sous-sol, auxquels viennent s’ajouter la librairie-boutique et le café-restaurant également rénovés,. Ces travaux ont permis de dégager 30 % d’espaces d’exposition supplémentaires pour 900 œuvres présentées, contre 600 auparavant. Le musée répond désormais aux exigences internationales de présentation et de conservation des œuvres, tout en plaçant le public au cœur de ses préoccupations.
Le Cube, nouveau bâtiment de 2 000 m2, est destiné à l’art contemporain. Il est selon la volonté des architectes, « un trait d’union entre le passé et le présent, créant un dialogue entre le Palais et les autres bâtiments formant l'îlot muséal et inaugurant une continuité urbaine ».
Influencé par les travaux de Ben Nicholson, Edouardo Chilida et Riccardo Scarpa, l'ambition du cabinet d'architecture Stanton Williams (en) est de réaliser un bâtiment à la fois moderne et inséré dans son environnement plus ancien. Une des faces du cube est en marbre translucide, sa façade s'illuminant ainsi de nuit. Monolithique et sculptural, le Cube comprend quatre niveaux d’espaces d’exposition entièrement modulables dans lesquels la lumière naturelle pénètre grâce à de fins interstices dans les murs nord et grâce à une façade sud entièrement faite de marbre et de verre laminés. Le marbre du Portugal choisi, ainsi que l’enduit adopté ont un aspect similaire au tuffeau, et à la couleur claire des autres bâtiments de l’îlot.
Le bâtiment dit « du 14 » (car situé au 14 rue Clemenceau) est connecté au Cube par le sous-sol. Il s'agit également une nouvelle construction du projet d'extension et de rénovation, n’accueillant pas de public. Le bâtiment a été conçu pour respecter les normes de conservation contemporaines. Il abrite le cabinet d’arts graphiques et ses 15 000 œuvres et la bibliothèque du musée, notamment les fonds de la Documentation internationale d’art contemporain (DIAC) et ses 18 000 documents
Pour son inauguration, le musée a dévoilé 150 œuvres restaurées à la suite d'un important chantier des collections.

### Chapelle de l'Oratoire
La construction de la Chapelle de l’Oratoire a lieu de 1651 à 1665.
La chapelle est classée au titre des monuments historiques par arrêté du 28 mars 1952, et devient propriété de la ville de Nantes en 1963. Elle est rouverte au public en 1989 à la suite d'une longue restauration, et devient un espace d’exposition du musée.
Depuis, la rénovation du musée en 2017, la chapelle est accessible directement depuis l’intérieur du musée et non plus par la rue Gambetta[réf. souhaitée].

### Cour Jules-Dupré
La cour Jules-Dupré est une voie bitumée qui relie la rue Georges-Clemenceau à la rue Gambetta en longeant le côté ouest du musée. Son accès est, depuis l'origine, limité par des grilles situées à chaque extrémité, pour permettre un usage exclusif par le musée.
Sa dénomination, décidée en 1899, est un hommage rendu au peintre Jules Dupré (1811-1889).
La limite est du secteur sauvegardé de Nantes passe au milieu de la voie. Le musée des Beaux-Arts ne fait pas partie du secteur protégé.

## Collections
Depuis sa création en 1801, le Musée d’arts de Nantes est l’un des rares musées français à avoir enrichi ses collections avec des œuvres d’artistes vivants. Ainsi, régulièrement étoffées, elles proposent un parcours muséographique complet, composé de plus de 900 peintures, sculptures, photographies, vidéos et installations. S'ajoute aujourd'hui à ce riche ensemble des dépôts d'œuvres du Fonds régional d'art contemporain des Pays de Loire et du Centre Pompidou.
Cette curiosité continuelle à l’égard de l’art de son temps offre un large panorama de la création, de l’art ancien à l’art contemporain, en passant par le XIXe siècle et l’art moderne. Il en fait d’ailleurs aujourd’hui le plus grand musée de l’Ouest de la France. Chaque grande période artistique accueille des chefs-d’œuvre d’artistes de renommée internationale : La Tour, Courbet, Delacroix, Monet, Picasso, Kandinsky, Soulages, Kapoor…
Le musée se démarque également par son accrochage original. Il invite à se laisser surprendre, au fil des galeries, par un subtil dialogue entre les époques, confrontant ainsi des œuvres d’art ancien éclairées par celles du 21e siècle.

### Art ancien (XIIIe–XVIIIesiècles)

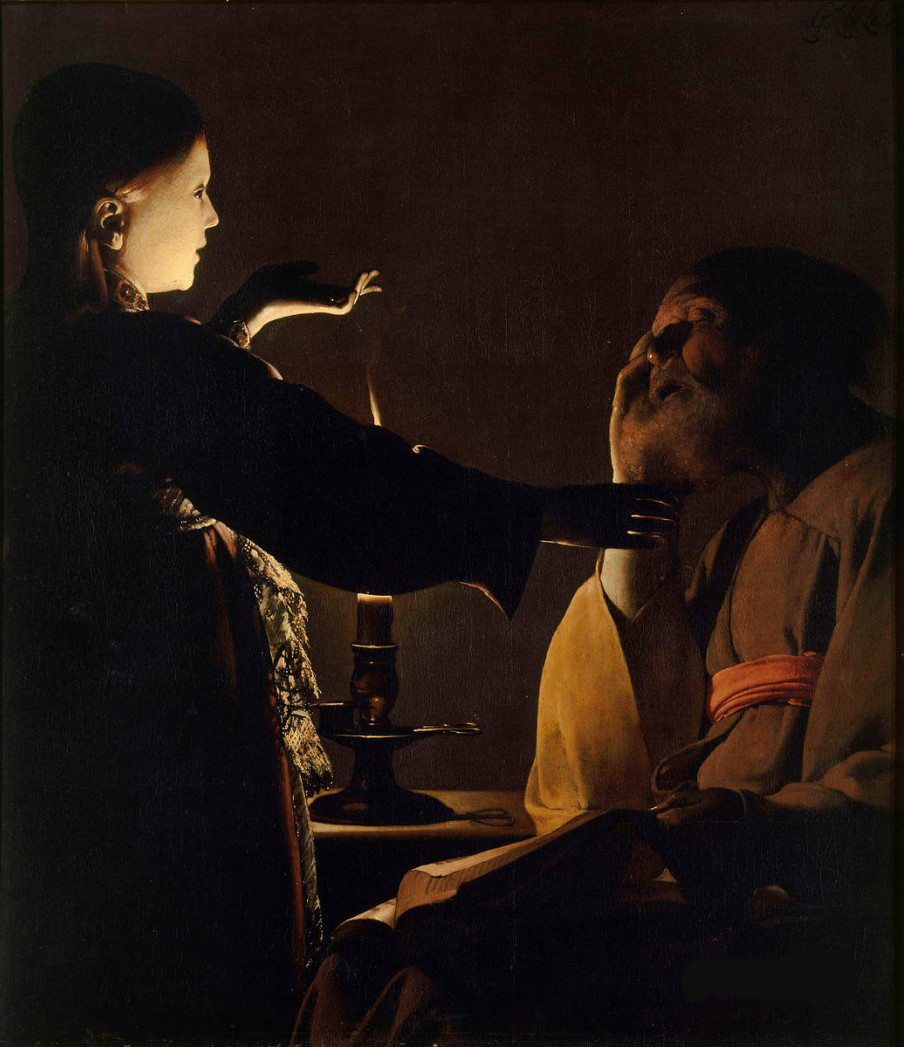
Georges de La Tour, Le Songe de saint Joseph (avant 1652).

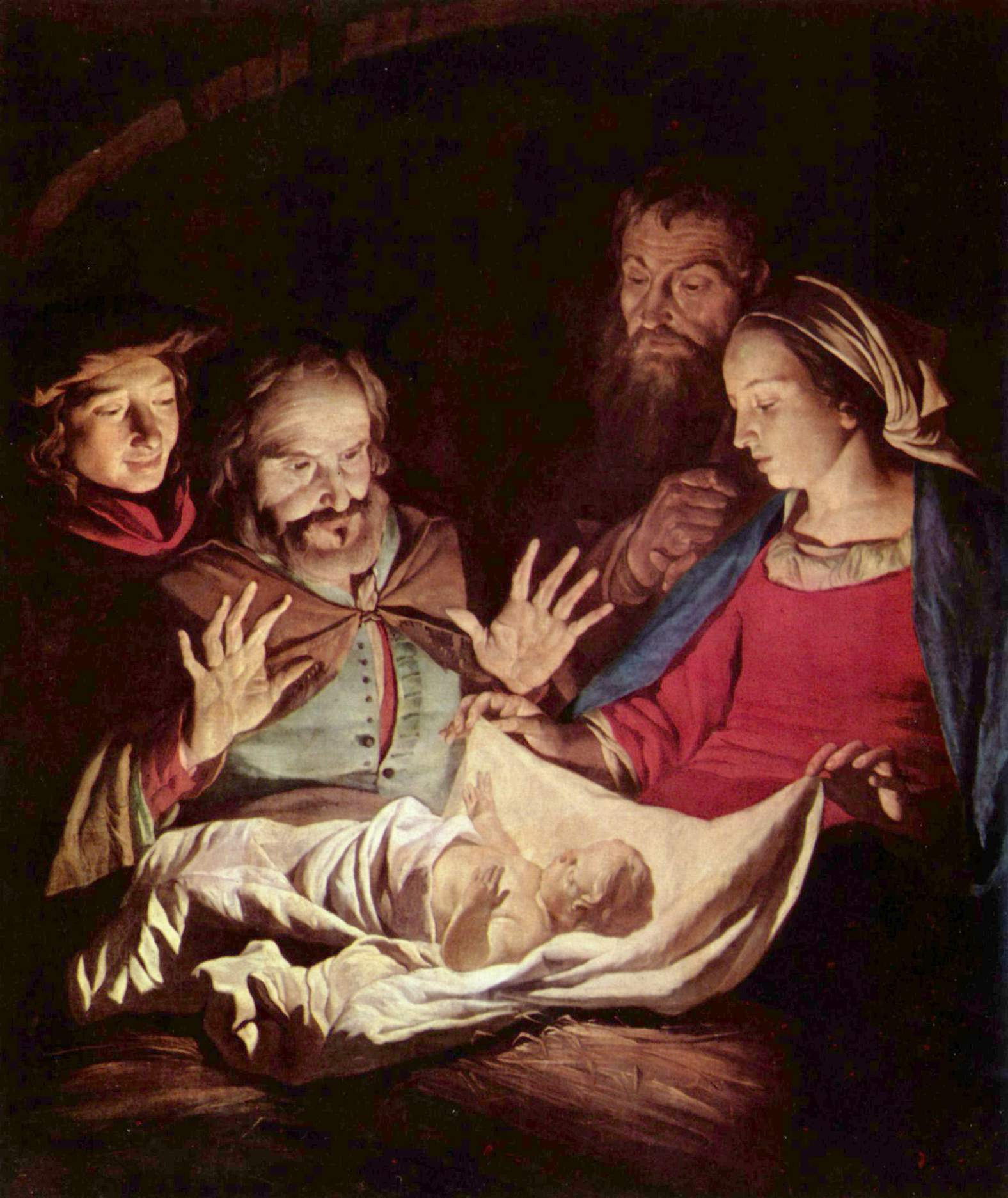
Matthias Stom, L'Adoration des bergers (XVIIe siècle).

Une des originalités de la collection d'art ancien est la relative importance du fonds de primitifs italiens, provenant essentiellement de la collection du diplomate François Cacault (constituée de 1785 à 1803), à une époque où ces œuvres étaient ordinairement peu prisées des amateurs. Outre un rare panneau du XIIIe siècle, le musée peut ainsi présenter des œuvres des écoles florentine et siennoise du XVe siècle et un bel ensemble d'œuvres de la Renaissance italienne : on y retrouve des œuvres de peintres tels que Bernardo Daddi, Bicci di Lorenzo, Mariotto di Nardo, Cenni di Francesco, Cosmè Tura avec son Saint Nicolas de Bari, Jacopo del Sellaio, Sano di Pietro, Ambrogio Borgognone, Andrea Solario (Le Christ portant sa croix, 1513) et Le Pérugin avec deux panneaux ronds provenant d'un retable démembré et représentant Le Prophète David et Le Prophète Isaïe ainsi qu'un très beau Saint Sébastien et saint franciscain datant d'avant 1523. Le XVIe siècle se poursuit avec le Vénitien Leandro Bassano (Moïse frappant le rocher), le célèbre portraitiste Giovanni Battista Moroni et notamment le Tintoret avec son Portrait d'homme, dit de Soranzo et Annibal Carrache, au tournant du siècle, avec sa Sainte Famille avec saint Jean-Baptiste et sainte Élisabeth.
Le XVIIe siècle est la période où s'exprime le mieux la richesse de la collection du musée. L'école italienne demeure la plus importante, avec un exceptionnel ensemble d'œuvres d'inspiration caravagesque, illustrant le goût des frères Cacault pour cette peinture d'un puissant réalisme. On trouve également, grâce aux envois de l'État, des chefs-d'œuvre d'inspiration plus classique, comme de multiples petits tableaux de dévotion et des esquisses. Les nombreuses natures mortes et les paysages de la collection Cacault offrent un panorama presque complet des principales tendances de l'art italien de cette période. Au fil des salles on peut admirer des œuvres de Guido Reni, Giovanni Francesco Romanelli, Bernardo Strozzi, Valerio Castello, Gioacchino Assereto (Phocion refusant les cadeaux d'Alexandre), Pietro della Vecchia, Giovanni Battista Beinaschi (Josué arrêtant le soleil), Luca Giordano, le peintre de natures mortes Giuseppe Recco, Giovanni Benedetto Castiglione ou Orazio Gentileschi avec une grande et majestueuse Diane chasseresse.
Du XVIIe siècle peut être cité également le Souper à Emmaüs attribué au peintre Jean François , influencé par Nicolas Tournier. Le Grand Siècle français est également bien représenté. Dans le domaine de la peinture religieuse, presque tous les grands courants de la première partie du siècle sont illustrés, avec des œuvres de Philippe de Champaigne (Le Repas chez Simon), Simon Vouet (Saint Eustache et sa famille porté au ciel, grande toile provenant de la partie supérieure du maître-autel de l'église Saint-Eustache de Paris), Claude Vignon, Laurent de La Hyre (Le repos de la Sainte Famille, 1641), Jacques Stella (L’Assomption et Les pèlerins d’Emmaüs sont deux de ses chefs-d'œuvre), Sébastien Bourdon et Joseph Parrocel. Les autres genres (peinture d'histoire, de genre, portrait…) sont aussi présents avec des œuvres de Charles de La Fosse sur le thème d'Énée, Jacques Blanchard, Nicolas de Largillierre (Autoportrait) ou encore Simon Vouet. Mais le joyau en demeure les trois chefs-d'œuvre de Georges de La Tour (Le Vielleur, Le Songe de saint Joseph, Le Reniement de saint Pierre), entrés au musée avec la collection Cacault sous des attributions alors erronées, et qui furent parmi les premières œuvres permettant d'établir le corpus du peintre lors de sa redécouverte au début du XXe siècle.
Les écoles flamandes et hollandaises sont bien illustrées : de grands tableaux d'autel de Rubens, Gaspard de Crayer ou de Theodor Boeyermans, mais aussi de nombreux témoignages de la virtuosité des écoles nordiques pour le paysage, la nature morte, les scènes de genre ou le portrait. On trouve des œuvres de peintres comme Matthias Stom, avec deux belles compositions caravagesques de sa main (Saint Jérôme et L'Adoration des bergers), l'autre caravagesque Gerard van Honthorst, Hendrick Goltzius, Abraham Bloemaert (Marie Madeleine, 1619), Jan Brueghel l'Ancien avec ses célèbres scènes représentant méticuleusement des dizaines de personnages dans de grands paysages, Pieter Claesz et Osias Beert et leurs natures mortes, Adam Frans van der Meulen, Peter Lely, Jacob van Oost le Vieux, Adriaen van der Kabel ou encore Jacob Ferdinand Voet avec deux portraits. La peinture primitive flamande est aussi présente : on remarque surtout une belle composition de Marinus van Reymerswaele, Un Échevin et sa femme, thème très populaire au début du XVIe siècle et qu'il a souvent traité.
Les collections du XVIIIe siècle, moins développées, conservent néanmoins des œuvres rares. On peut voir un bel ensemble de portraits de Robert Tournières ainsi qu'un autre de la main de François de Troy, une allégorie de Jean-François de Troy, des natures mortes de Alexandre-François Desportes et Jean-Baptiste Oudry, une des toutes premières œuvres d'Antoine Watteau, Arlequin empereur dans la Lune, le célèbre Camargo de Nicolas Lancret, quatre œuvres de Jean-Baptiste Greuze dont Le Guitariste, le célèbre Buste de Lemoyne par Augustin Pajou. Des paysages de Giovanni Paolo Panini, Pierre-Jacques Volaire (Éruption du Vésuve et vue de Portici) et Claude Joseph Vernet rappellent le goût des collectionneurs du siècle des Lumières pour l'Italie. D'autres peintres présents sont Jean-Baptiste Santerre, Joseph-Marie Vien, Joseph Benoît Suvée, Francesco Trevisani (Annonciation, esquisse ou réduction de la toile de la cathédrale de Pérouse) et Antonio Canova, plus célèbre comme sculpteur mais qui fut également peintre.

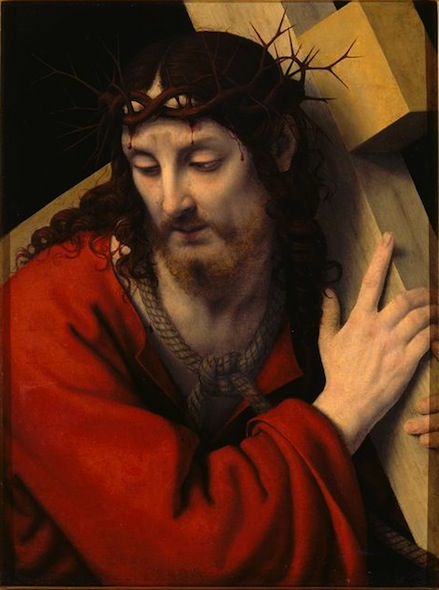
Andrea Solario, Le Christ portant sa croix (1513).
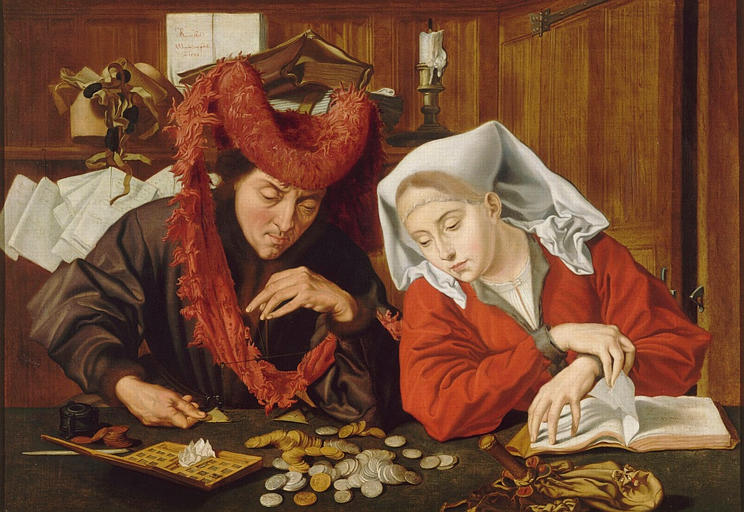
Marinus van Reymerswale, Un Échevin et sa femme (1538).
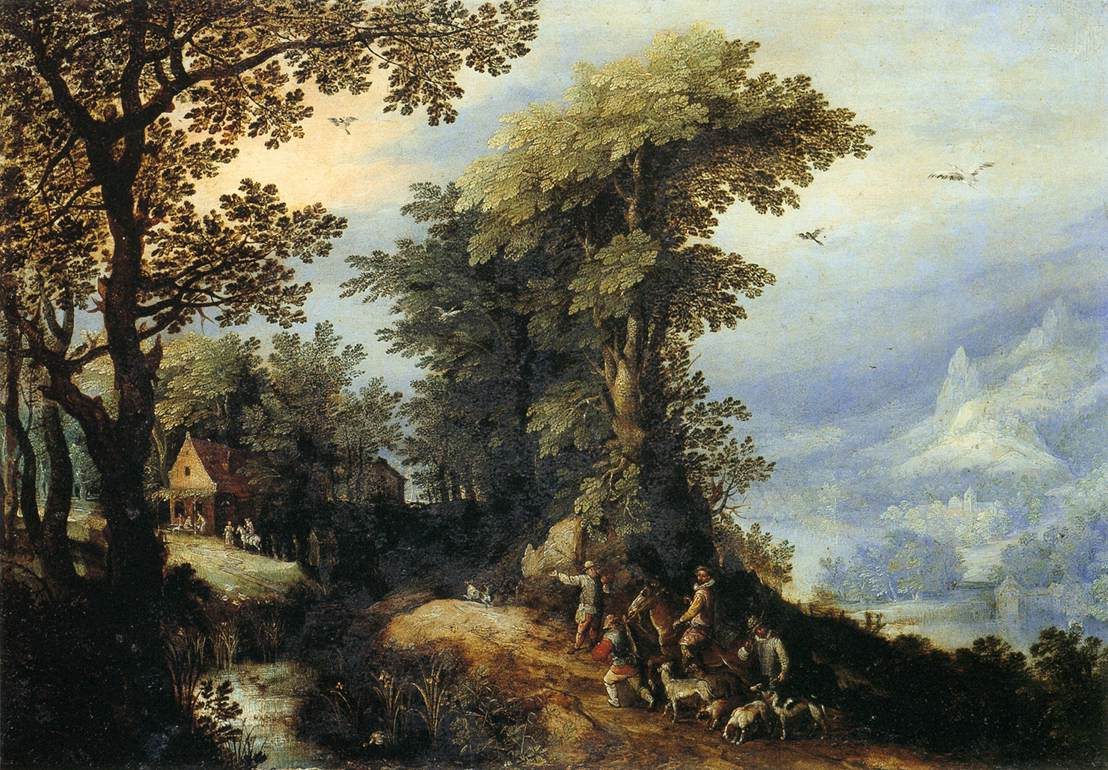
Jan Brueghel l'Ancien, Paysage avec chasseurs (1594-1595).
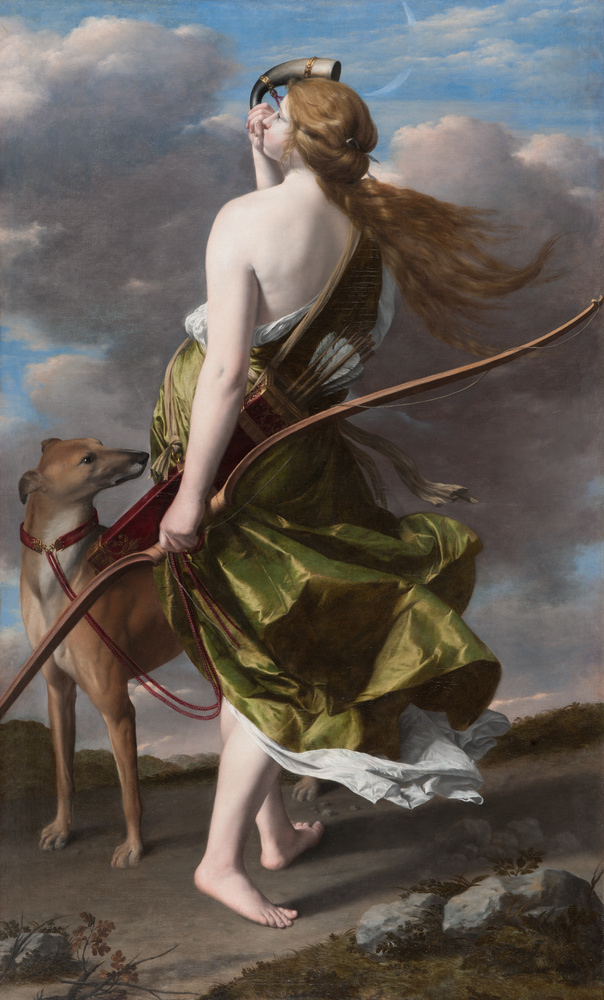
Orazio Gentileschi, Diane chasseresse.
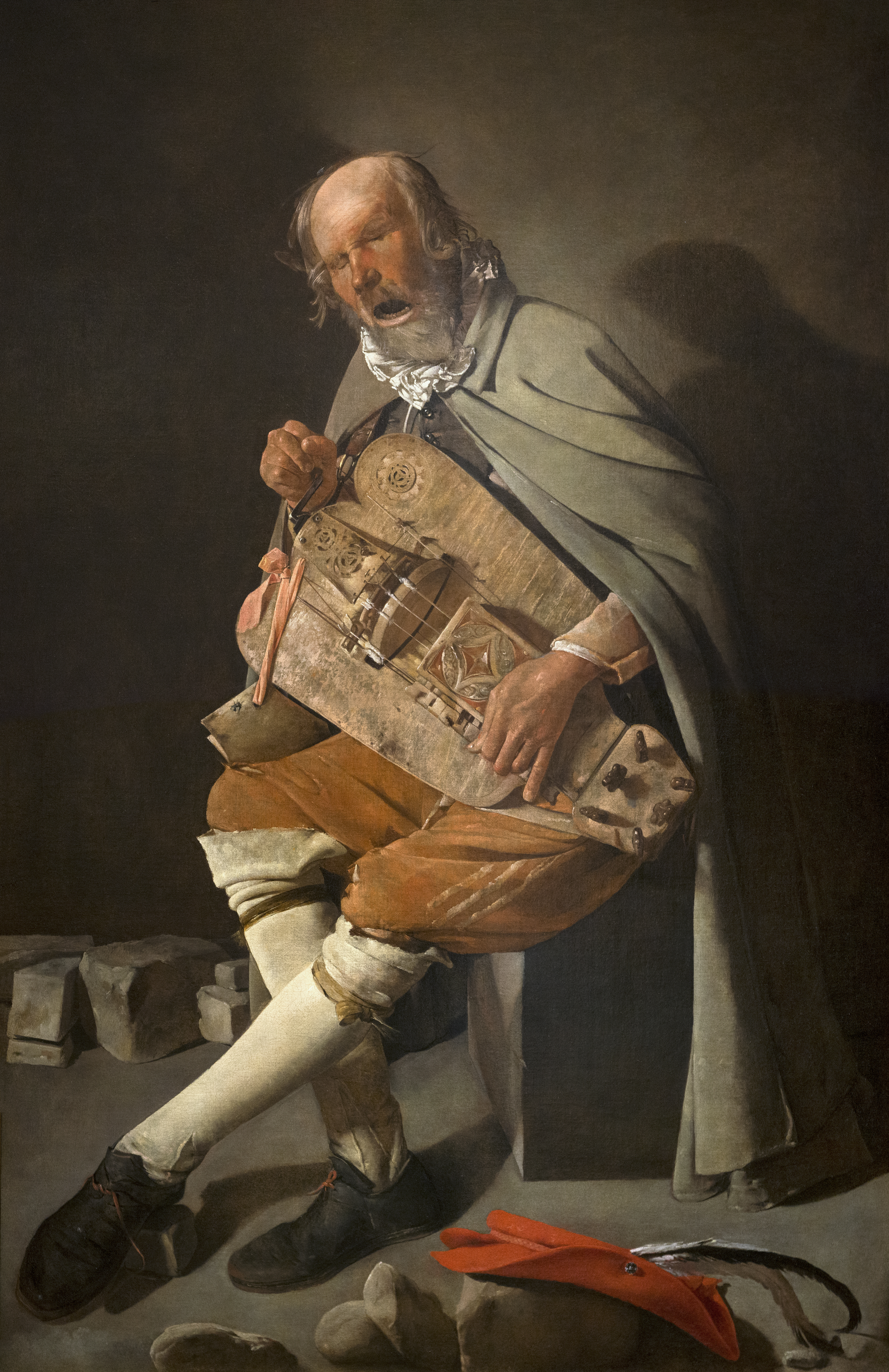
Georges de La Tour, Le Vielleur (1631-1636).

### XIXesiècle

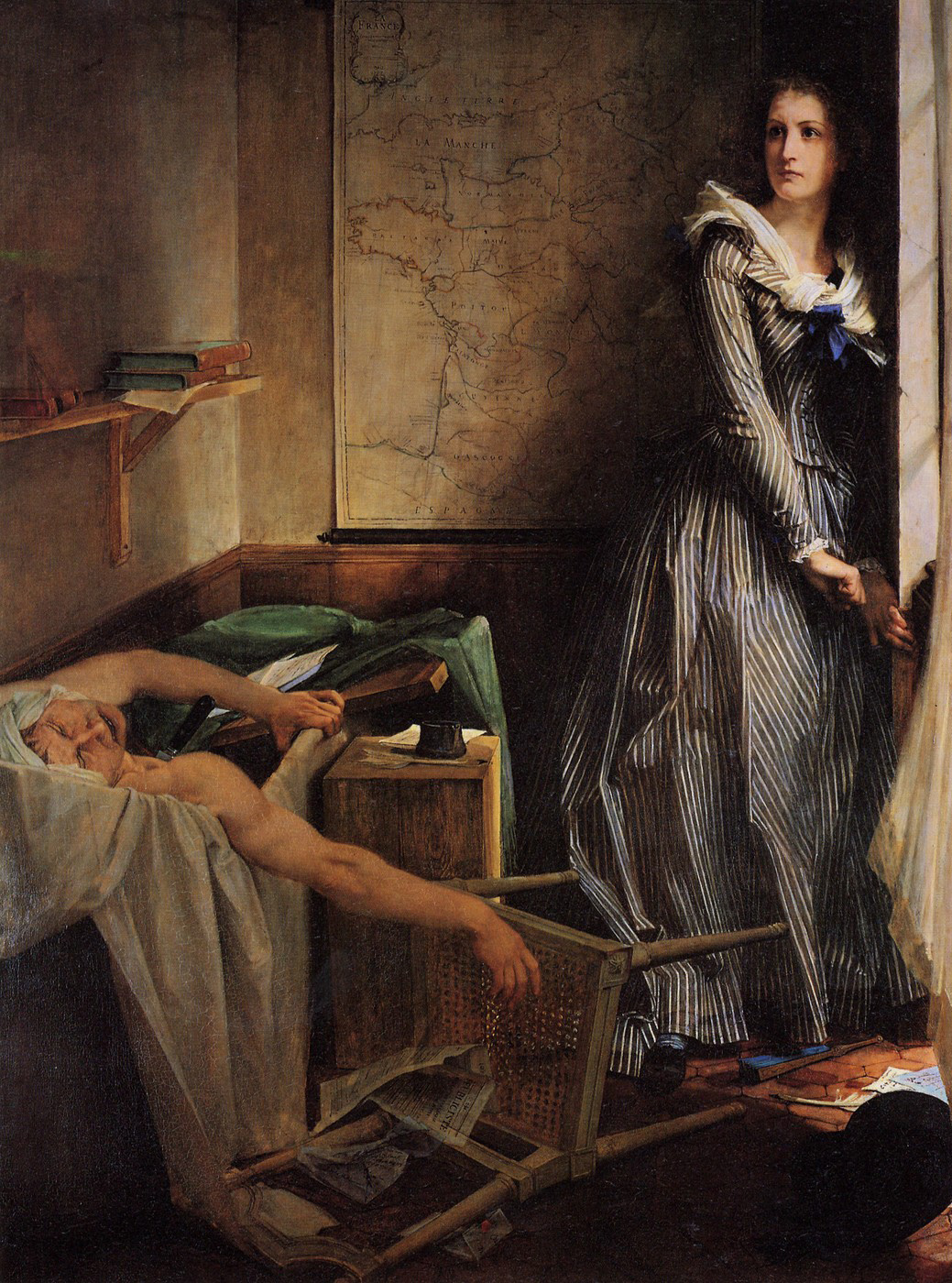
Paul Baudry, Charlotte Corday (1860).

En raison de la présence d'une riche collection ancienne présentée enfin au public à partir de 1830, la municipalité décide en 1838 de n'acquérir que de l'art contemporain. Les choix se portent sur les artistes connus qui exposent à Nantes après le Salon parisien. Ainsi sont achetées les œuvres d'Eugène Delacroix, Théodore Rousseau, Jean-Baptiste Camille Corot ou encore Jean-Léon Gérôme, dont c'est la Tête de femme coiffée de cornes de bélier qui fait l'objet d'un achat. Le Portrait de Madame de Senonnes (1814) peint par Dominique Ingres est découvert par pur hasard chez un brocanteur d'Angers en 1853. En 1852, la ville obtient le legs Clarke de Feltre et bénéficie en 1854 de la donation de l'armateur nantais Urvoy de Saint-Bedan dans laquelle on trouve, notamment, l'esquisse de la Bataille de Nazareth (1801) du baron Gros et La Ballade de Lénore d'Horace Vernet (1839), tableau emblématique de la peinture romantique et de son goût pour le Moyen Âge et le surnaturel.
La peinture française des années 1830-1850 entre au musée avec deux ensembles cohérents d'artistes représentatifs du goût de l'époque romantique, avec notamment les artistes Jacques Raymond Brascassat et Paul Delaroche. En 1861, à l'issue de la grande Exposition nationale des produits de l'industrie, le musée s'enrichit d'un seul coup de plus de vingt œuvres. Parmi celles-ci, Charlotte Corday de Paul Baudry, Le Prisonnier, œuvre orientaliste de Gérôme, L'Escamoteur de Jean-Louis Hamon et surtout Les Cribleuses de blé de Gustave Courbet, qui suscite une polémique dans la presse.
En 1866 a lieu à Nantes une grande exposition à laquelle participent Camille Pissarro, Auguste Renoir, Alfred Sisley, Paul Gauguin, Georges Seurat et Paul Signac, mais aucun tableau ne leur est acheté. On leur préfère des artistes alors en vogue comme Frank Myers Boggs, Évariste-Vital Luminais, Luc-Olivier Merson, Georges Moreau de Tours, Hugo Salmson, Jean-François Raffaëlli ou Édouard Debat-Ponsan. Cet exemple est significatif de la politique d'enrichissement menée jusqu'à la fin du XIXe siècle, reflet fidèle des engouements d'un large public pour une peinture représentative de l'enseignement artistique académique de cette époque. Néanmoins, au fil du temps, grâce à des dons, des achats ou des dépôts des toiles, le musée a pu se rendre propriétaire de toiles de peintres plus indépendants comme Eugène Boudin, Alfred Sisley, Auguste Renoir, Émile Bernard (Le Gaulage des pommes) ou Paul Sérusier.
Le musée bénéficie également de nombreux dépôts de l'État choisis parmi les acquisitions faites à l'issue des Salons officiels de Paris. Enfin, par don ou par legs, des ensembles significatifs d'œuvres d'artistes originaires de la région nantaise, comme les paysagistes Auguste Leroux ou Maxime Maufra, les peintres d'histoire et portraitistes Sonia Delaunay (Nu jaune, 1908), Luc-Olivier Merson ou Paul Baudry renforcent les collections, en particulier par des fonds de dessins.
Depuis quelques années, la collection s'est enrichie d'œuvres importantes : un portrait préraphaélite d'Edward Burne-Jones, une subtile Copie de Madame de Senonnes par James Tissot (natif de Nantes) ainsi que des dessins de Maxime Maufra, James Tissot et Odilon Redon.

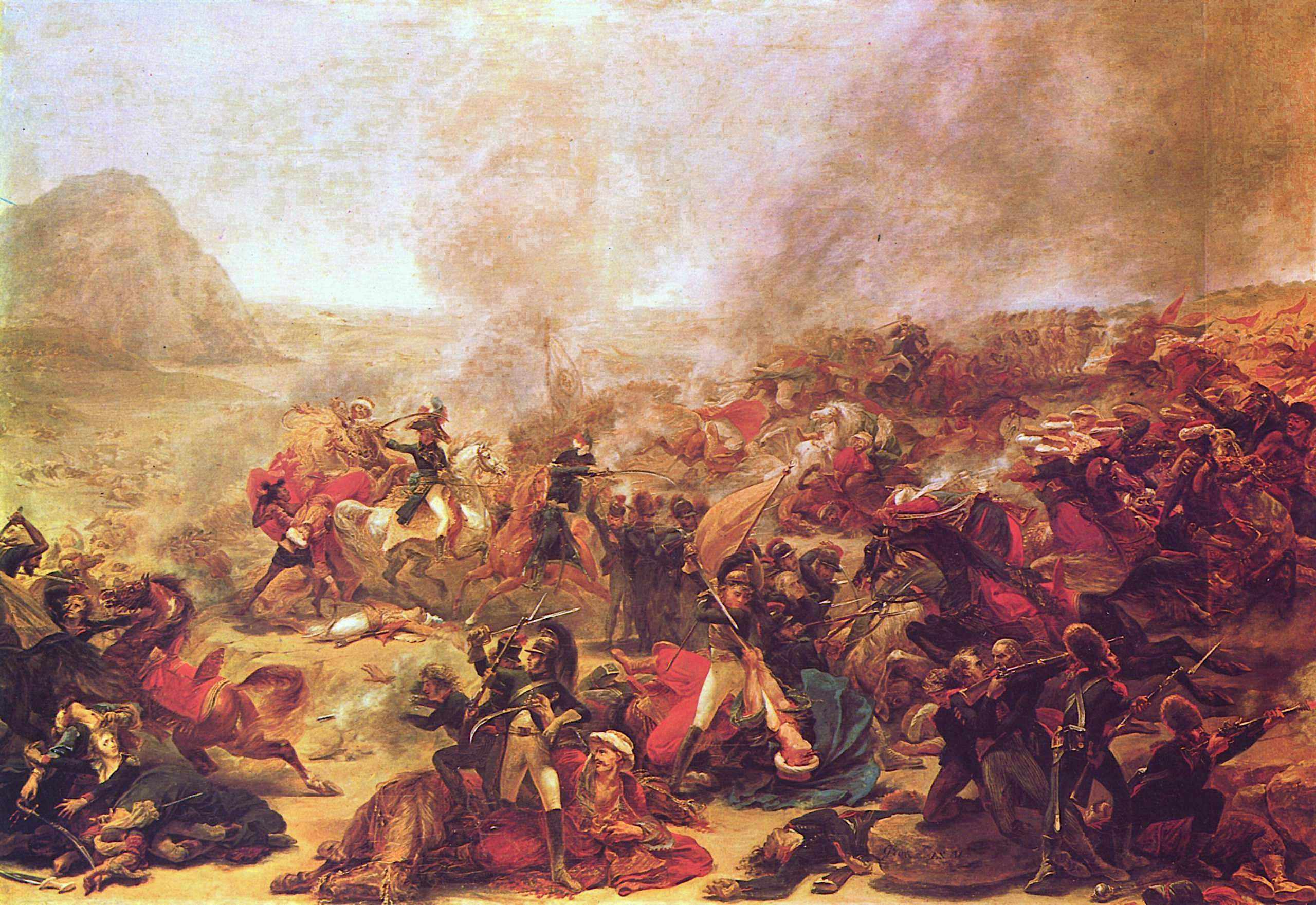
Antoine-Jean Gros, Bataille de Nazareth (1801).
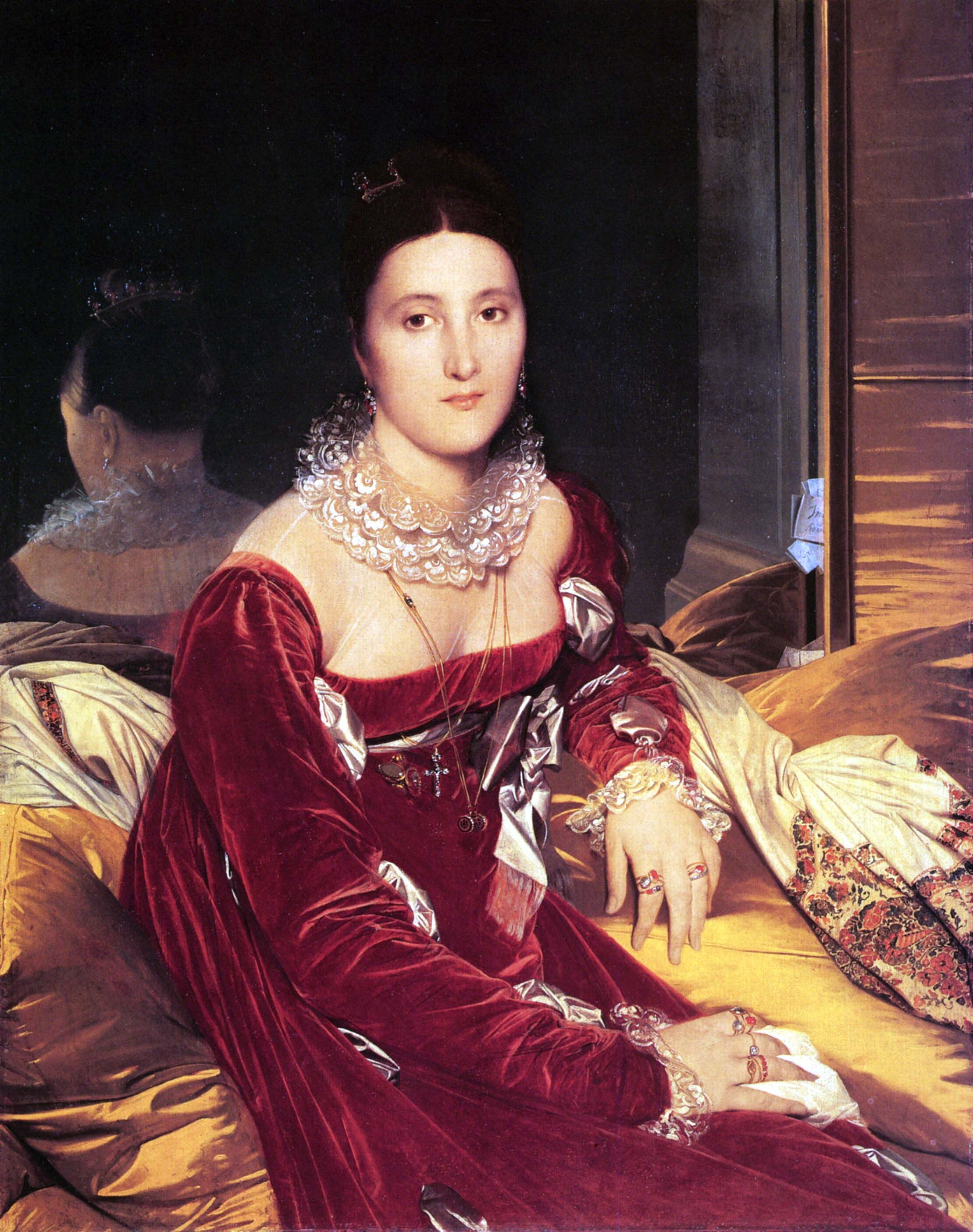
Jean-Auguste-Dominique Ingres, Portrait de Madame de Senonnes (1814).
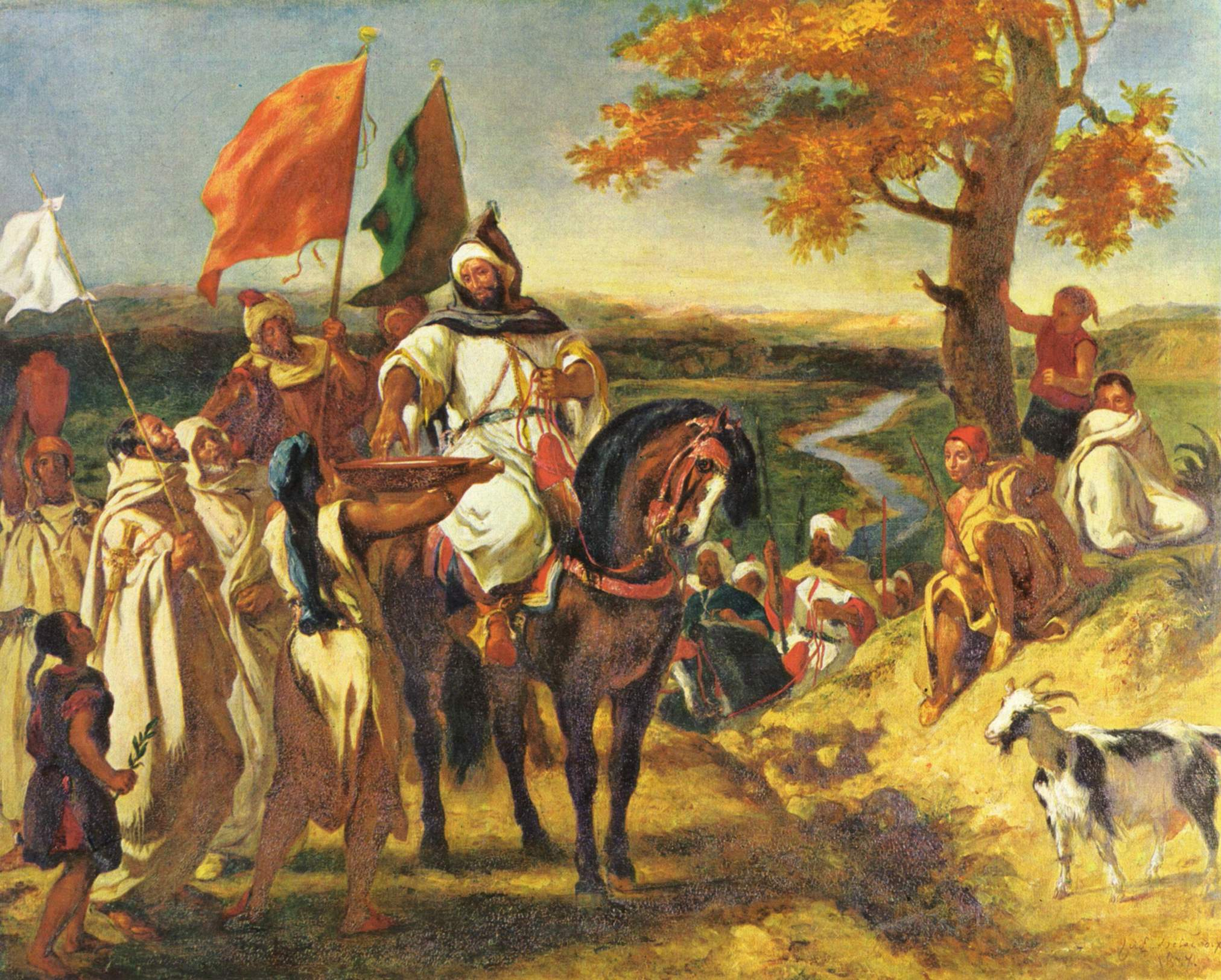
Eugène Delacroix, Le Kaïd, chef marocain (1837).
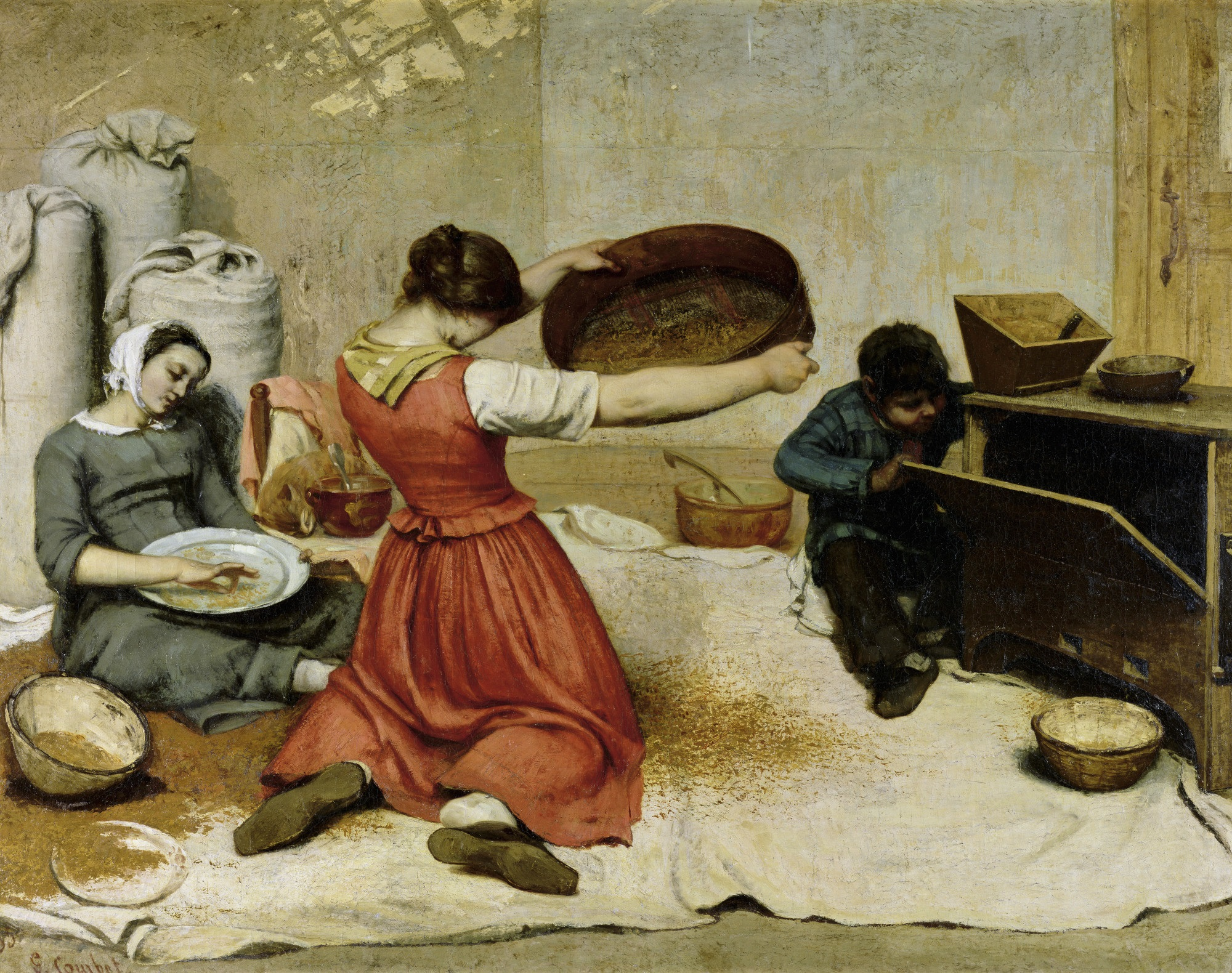
Gustave Courbet, Les Cribleuses de blé (1855).
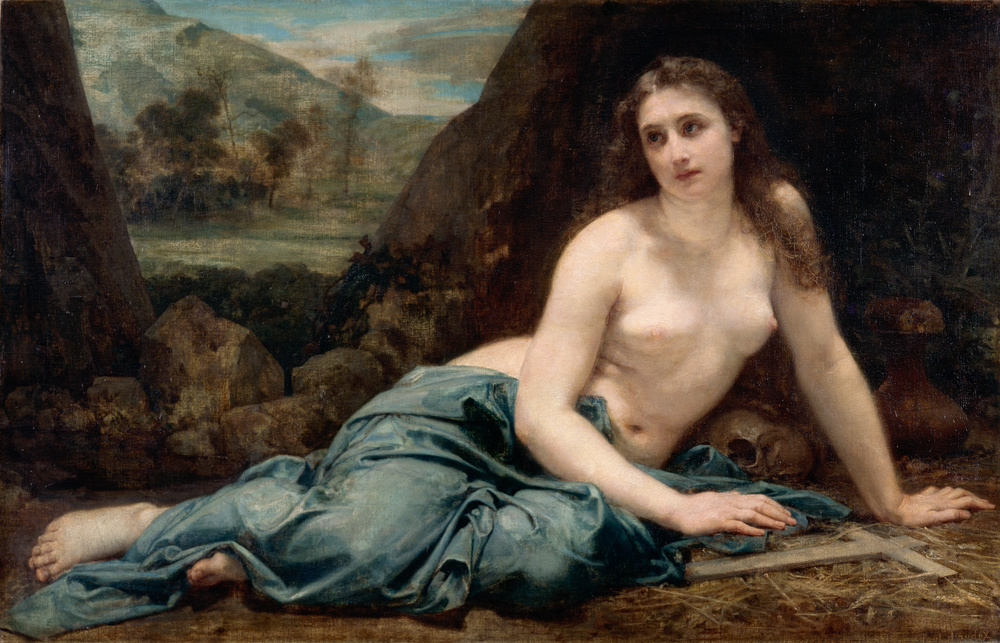
Paul Baudry, La Madeleine pénitente (1858).
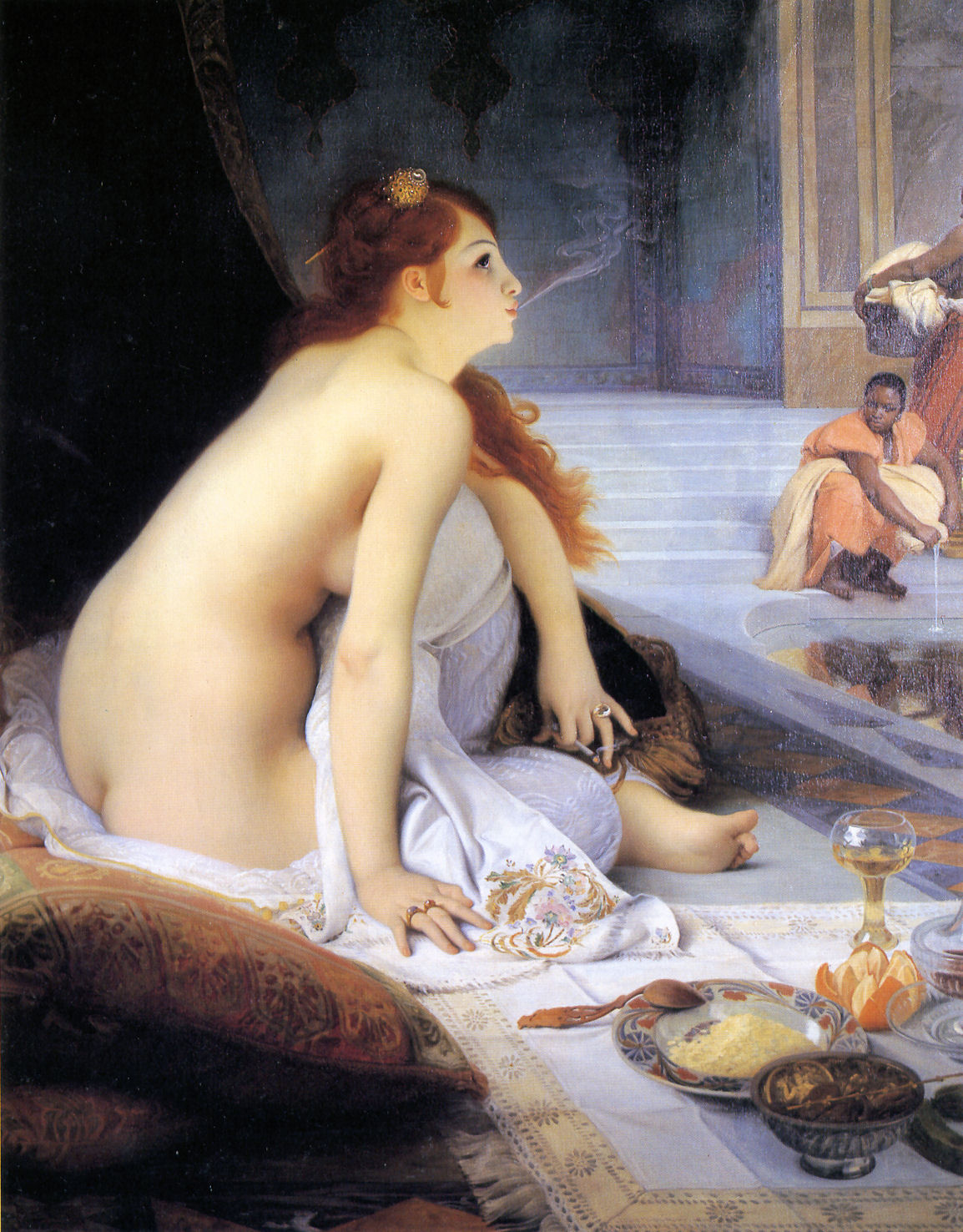
Jean-Jules-Antoine Lecomte du Nouÿ, L’Esclave blanche (1888).

### Art moderne

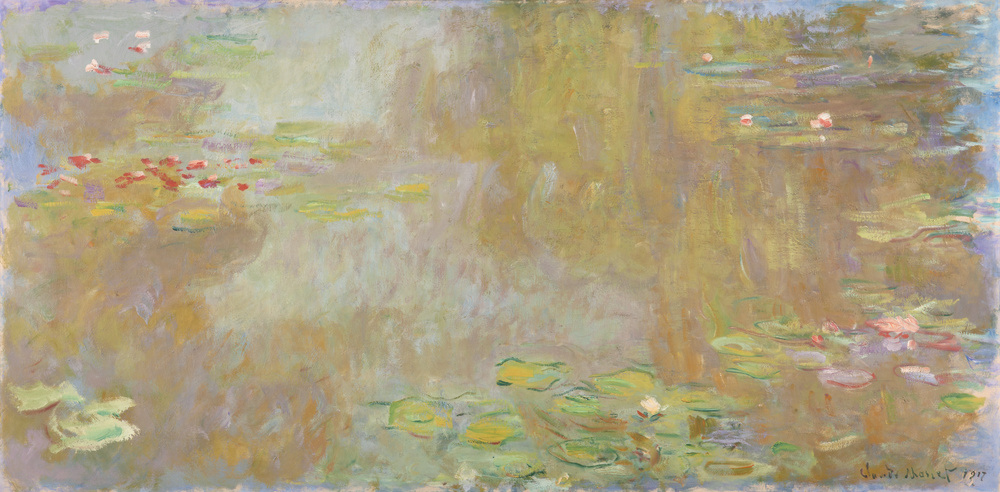
Claude Monet, Les Nymphéas à Giverny (1917).

Les principaux mouvements de l'art moderne (XXe siècle) sont représentés dans les collections. Les différents administrateurs du musée, dès le milieu du XIXe siècle, portent en effet attention aux artistes vivants. Ainsi, Soir de septembre (1911) de Maurice Denis, est acquis en 1913, Kizette en rose (1927) de Tamara de Lempicka, en 1928 ou encore deux toiles d'Albert Marquet, l'une en 1933 (L'Estaque à Marseille) et l'autre en 1934 auprès de l'artiste (La Seine à Paris).
La Société des amis du musée fait aussitôt l'acquisition du Port du Havre (1906) de Raoul Dufy et du Phare d'Antibes (1909) de Paul Signac. Claude Monet offre en 1922 une version des Nymphéas datant de 1917. Le legs, en 1930, par Georges Clemenceau d'un tableau du maître de Giverny, Gondoles à Venise (1908), et l'achat, en 1987, du Nu jaune de Sonia Delaunay enrichissent l'illustration des grands courants artistiques du début du XXe siècle, de l'impressionnisme à l'expressionnisme.
De même, Le Café du commerce (1913) de Jean Émile Laboureur et Le Paysage à la fenêtre ouverte (1915) de Jean Metzinger, marquent l'adhésion de deux peintres nés à Nantes, à l'esthétique cubiste qui mena Alberto Magnelli au seuil de l'abstraction avec Deux Femmes debout (1917). Le fonds révèle aussi un nombre important d'eaux-fortes de Henry Wilfrid Deville, un enfant du pays, lié à Laboureur.
Un autre nantais, Jean Gorin, fait la même expérience avant de rejoindre le néoplasticisme et le groupe Cercle et Carré, où il rencontre Joaquín Torres García. Les tableaux de Pierre Roy réunis autour d'Adrienne pêcheuse (1919) et un ensemble important de photographies de Claude Cahun remettent en mémoire la participation de Nantes à l'aventure surréaliste. La Forêt (1925) de Max Ernst rappelle que les premiers « frottages » de cet artiste furent réalisés à Pornic, où André Breton fit en 1916 la rencontre de Jacques Vaché.

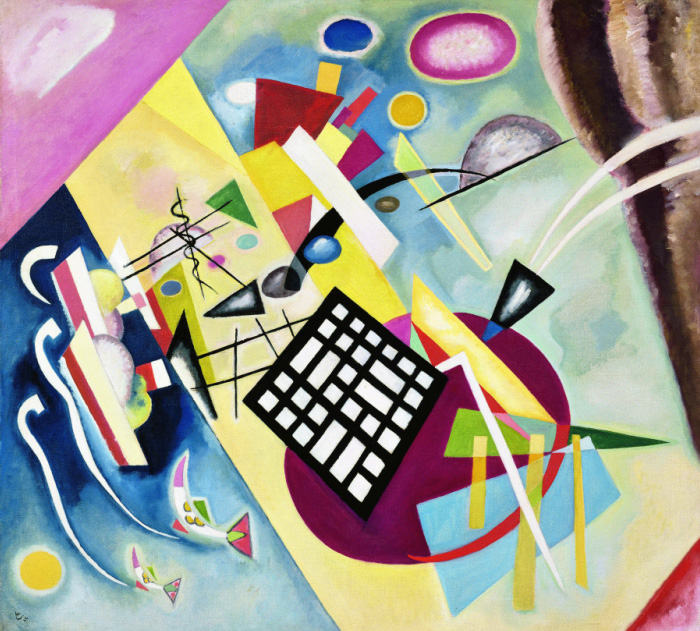
Vassily Kandinsky, Trame noire (1922).

Onze œuvres de Vassily Kandinsky témoignent des expérimentations et des recherches de cet artiste en Allemagne, de 1922 à 1933. Dix d'entre elles proviennent du musée national d'Art moderne du Centre Georges-Pompidou qui, en 1987, dépose un ensemble cohérent autour de Herunter (1929), œuvre majeure de ce pionnier de l'abstraction. Il s'agit du don d'un amateur particulier, Gildas Fardel, effectué pour encourager l'ouverture du musée dès 1947 à l'art non figuratif, notamment par l'acquisition en 1947 de Salve Regina (1945) d'Alfred Manessier et en 1958 de Nocturne (1957) de Roger Bissière.
Gildas Fardel offre aussi une collection d'œuvres caractéristiques de l'art abstrait en France dans les années 1950-1960 (Hans Hartung, Serge Poliakoff, Pierre Soulages). Cette collection est complétée par un don et un legs d'une autre collectionneuse, Anne Dehez, dont la collection comporte des peintures des mêmes années (Martin Barré, James Guitet, John-Franklin Koenig, Jean Leppien) mais aussi des gravures (Fernand Léger, Serge Rezvani, Pierre Soulages). Elles sont également complétées par des achats municipaux (Martin Barré, Camille Bryen, Sonia Delaunay) ou des dépôts du musée national d'Art moderne (Maria Elena Vieira da Silva, Joan Mitchell).
En marge de ce courant, le musée conserve de singulières productions de Gaston Chaissac et de Jean Dubuffet. Pablo Picasso est présent avec deux œuvres de sa dernière période, confiée à Nantes par le musée national Picasso : Le Couple (1967) et L'Homme à la canne (1971). On retrouve aussi dans les collections une peinture de Fernand Léger, La Feuille verte (1945), un tableau de Kees van Dongen, Passe-temps honnête (vers 1920), et l'une des œuvres de la peintre cubiste María Blanchard, La liseuse aux cheveux blancs (1922). Marc Chagall est représenté par Obsession et Le Cheval rouge.

### Art contemporain
La collection contemporaine du musée (XXIe siècle) s'est enrichie depuis 2003 de nombreux dépôts d'œuvres du Fonds national d'art contemporain et aux nouvelles acquisitions. Le mouvement des Nouveaux réalistes, né dans les années 1960, est bien représenté par les œuvres de François Dufrêne, Jacques Villeglé, Martial Raysse, Gil Joseph Wolman, Jean Tinguely et Raymond Hains. La collection regroupe des artistes d'origine italienne liés au mouvement de l'Arte Povera, tels que Piero Manzoni, Luciano Fabro, Giuseppe Penone, Alighiero Boetti et Pino Pascali.
Les artistes qui ont marqué l'actualité internationale des années 1970-1980 sont présents à travers les œuvres de Vito Acconci, Bernd et Hilla Becher et bien d'autres. Enfin, de nombreuses figures importantes apparues dans les années 1980 et 1990 introduisent la collection du musée aux débats qui animent l'art le plus actuel.

### Le cabinet d'arts graphiques
Le cabinet regroupe environ 13 500 œuvres sur papier (gravures, dessins et photographies) ou tissu, du XVe au XXIe siècle. Les 64 albums des frères Cacault renferment 7 500 gravures anciennes. Pour le XIXe siècle, le cabinet possède 3 000 dessins et estampes. L'art moderne est représenté également par 3 000 dessins et estampes tandis que, pour l'art contemporain, on trouve 350 dessins et autant de photographies.

### Accrochage des collections
Au XIXe siècle, dans la Halle aux Toiles, les collections sont présentées par école selon une muséographie conforme à celle de l’époque, c’est-à-dire une accumulation d’œuvres accrochées en fonction de leur format (les plus petites au niveau du regard et les plus grandes tout en haut de la cimaise). Quant aux sculptures, sous la plume ironique de Gustave Flaubert en 1847, elles sont affligées de « feuilles de vigne en fer-blanc, qui ont l’air d’appareils contre l’onanisme ».
De nos jours, l’ensemble des salles du musée sont blanches, excepté une cimaise colorée par galerie, à travers de nouveaux modules muséographiques, créés par le cabinet Stanton Williams, qui brisent l’aspect linéaire des galeries en enfiladeet. Les accrochages d’art ancien, du XIXe siècle et d’art moderne ont une continuité chronologique. Les galeries d’art ancien sont accessibles par le rez de chaussée. Au premier étage du Palais, on retrouve les collections XIXe siècle et art moderne. Les œuvres abstraites exposées dans la galerie adjacente et dans la passerelle permettent le passage entre l’ancien et le nouveau bâtiment nomme le Cube, où l’art contemporain est exposé sur quatre niveaux d’espace d’exposition thématiqueet.
Les conservateurs et conservatrices du musée ont pris le parti de faire dialoguer art contemporain et art ancien. Des rapprochements et des confrontations doivent aider à la compréhension et susciter la curiosité du public. Cette idée se propose de bousculer ainsi les conventions et la chronologie pour éclairer les œuvres du passé à l’aune de quelques œuvres récentes et réciproquement.

## Histoire des collections
La constitution des collections s’est effectuée par des envois de l’État, des achats de la Ville ainsi que par des dons et des legs.

### Arrêté Chaptal
En 1801 (le 14 fructidor de l’an IX), l’arrêté consulaire Chaptal, du nom du ministre de l’Intérieur de 1800 à 1804, est à l’origine de la création de 15 musées de province dont le musée de Nantes.
L’arrêté prévoit l’envoi d’œuvres d’art issues des anciennes collections ecclésiastiques et royales, des saisies révolutionnaires et du butin des guerres napoléoniennes. Administrativement, cet arrêté est l’acte de naissance des musées de province. Nantes reçoit ainsi 43 œuvres maîtresses en 1804 et 1809. Parmi celles-ci, on peut noter un bel ensemble du XVIIe siècle français (Simon Vouet, Laurent de La Hyre, Charles de La Fosse, Joseph Parrocel) mais aussi italien (Guido Reni, Le Perrugin, Giovanni Francesco Romanelli, Ottavio Vannini) et nordique (Jacques Fouquières, Brueghel de Velours).

### Collection Cacault

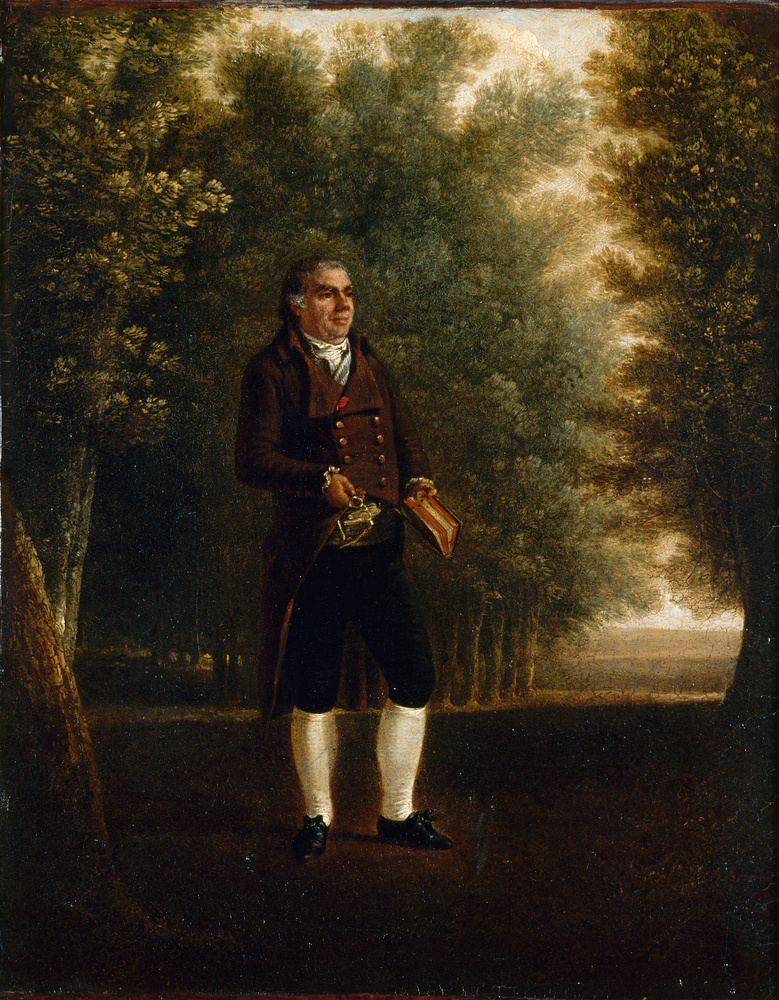
Jacques Henri Sablet, Portrait de François Cacault se promenant sous les arbres (vers 1803).

En 1810, grâce à la volonté éclairée du maire Jean-Baptiste Bertrand-Geslin et en dépit de l’opposition du préfet, a lieu un achat majeur, celui de la collection du Nantais François Cacault, décédé cinq ans plus tôt. N’ayant pas réussi à convaincre la municipalité nantaise de créer un musée dans les années 1790, François Cacault et son frère Pierre Cacault avaient acheté le domaine de la Madeleine à Clisson afin de constituer autour de leur collection un musée-école. Après la mort de François Cacault, la municipalité propose à Pierre Cacault la somme de 30 000 francs à laquelle s’ajoute une rente viagère de 5 000 francs. La rente sera finalement reversée à sa veuve car Pierre Cacault meurt le 29 janvier 1810, deux jours après la vente.

Les albums Cacault exposés

L’acquisition de la collection est finalement approuvée par Napoléon le 27 janvier 1810. Cette collection comprend 1155 tableaux du XIIIe au XVIIIe siècle, 64 sculptures et 10 646 gravures classées en 64 albums. Ces « albums Cacault » étaient considérés comme un complément documentaire aux peintures et sculptures et servaient de manuel d’histoire de l’art.
Parmi les artistes représentés, citons Philippe de Champaigne, Jean-Siméon Chardin, Nicolas Lancret, Eustache Le Sueur, Jean-Baptiste Pater, Adam François Van der Meulen, Joseph Vernet, George de La Tour, Le Titien et Paul Véronèse.
Le musée de Nantes devient, grâce à cet achat, un établissement de référence pour ses collections italiennes et ses peintures de style caravagesque.

### Legs Clarke de Feltre
En 1852 a lieu le legs Clarke de Feltre, du nom d’Edgar Clarke. Initialement privilégié par le donateur, le musée du Louvre refuse les conditions testamentaires. L’exécuteur testamentaire qui peut choisir un autre musée en France ou à l’étranger, opte finalement pour le musée de Nantes. La collection comprend 77 peintures (des œuvres de Jean-Hippolyte Flandrin, Jean-Baptiste Greuze et Horace Vernet), 4 dessins et 1 buste.

### Don Urvoy de Saint-Bedan
Jacques-Olivier-Marie Urvoy de Saint-Bedan se forge sans doute son goût de collectionneur au Salon parisien de 1833, notamment pour la peinture animalière et la peinture de genre. Séduit par le grand Paysage, sortie de forêt de Jacques Raymond Brascassat, il s’empresse de l’acquérir auprès du peintre. De là naît une longue amitié et un réel engouement pour ce paysagiste dont il achète treize tableaux en dix ans. Jusqu’en 1840, il acquiert principalement des œuvres de ses contemporains comme Le Combat de Nazareth d’Antoine-Jean Gros, puis se tourne ensuite vers les maîtres anciens du XVIIe siècle, Philips Wouwerman et Joos van Craesbeeck. En 1854, Jacques-Olivier-Marie Urvoy de Saint-Bedan fait finalement une donation de 30 tableaux à la Ville, avec des artistes tels que Jacques Raymond Brascassat et Horace Vernet.

### Donations de Gildas Fardel
Gildas Fardel (1906-1997) est un collectionneur passionné d’art abstrait. En 1958, il effectue un premier don d'œuvres signées Hans Hartung, Serge Poliakoff, Pierre Soulages, Julio Gonzáles et Vassily Kandinsky. Herunter, peint en 1929, est la première œuvre de Vassily Kandinsky à rentrer dans une collection publique de province. Avec ce don, qui sera suivi de trois autres (1969, 1972, 1989) totalisant plus de 400 pièces, le musée devient l’une des plus importantes collections publiques françaises pour l’art contemporain, rejoignant Grenoble, Marseille et Saint-Étienne. C’est en effet en raison de la politique d’acquisition du musée tournée vers la création contemporaine que Gildas Fardel choisit de faire don de sa collection. Il donne également au musée son importante documentation qui devient la Documentation internationale d’art contemporain (DIAC).

### Les dons et legs Anne Dehez
Anne Dehez (1905-1988) offre 272 œuvres (35 peintures, 235 œuvres graphiques, un catalogue et un livre d’artiste) au musée entre 1978 et 1989. Parmi ces œuvres, on retrouve de nombreuses peintures d’artistes comme Martin Barré, Jean Deyrolle, Luis Feito, John Franklin Koenig, Jean Leppien ou Pierre Fichet. C’est à la suite de l’exposition L’art moderne dans les musées de Province (1978) et par l’intervalle de Jean Lacambre (conservateur à l’Inspection des Musées de France), que la collectionneuse entame des démarches pour faire don de sa collection d’œuvres des années 1950. Ainsi, une première partie de la collection Anne Dehez entre au musée sous forme de donation en 1978. La seconde partie de la collection entre par legs au musée en 1989, après plusieurs complications administratives (retards administratifs et de rédaction d'actes).
En tant que collectionneuse, Anne Dehez souhaitait faire don de sa collection a une institution publique et ne pas vendre ses œuvres, afin de les conserver ensemble et les rendre inaliénables. Les dons et legs d’Anne Dehez ont permis au musée d’arts de développer et renforcer ses collections autour de l’art abstrait et l’art contemporain.

### Legs Jacqueline Boejat
En 2022, le musée d’arts reçoit un legs de la collectionneuse Jacqueline-Françoise Boejat. Cette collectionneuse s’est spécialisée sur deux périodes : le Siècle d'or néerlandais et la peinture française du XVIIIe siècle. Constitué de 38 œuvres (20 tableaux, 14 feuilles et 2 dessins de André Derain), il est le plus important legs du musée en art ancien depuis celui de Clarke de Feltre en 1852. Parmi les tableaux, on retrouve La Visitation et La Sainte Famille pendant la fuite en Égypte servie par les anges de Charles de La Fosse ou La Rencontre de David et Abigaïl (vers 1729-1730) de Nicolas Veughels, mais également des paysages français du XVIIIe siècle de Jean Pillement, Jean-Baptiste Lallemand, Horace Vernet ou encore Hubert Robert. Deux tableaux du XIXe siècle signés Paul Alexandre Alfred Leroy et Johan Barthold Jongkind ont également enrichi les collections.
Le musée ne connaissait pas Jacqueline-Françoise Boejat ; les œuvres ont été sélectionnées selon les volontés exprimées dans son testament, complémentant ses collections d’art flamand et hollandais.

### Autres enrichissements des collections

#### XIXesiècle
À cette époque, les acquisitions sont décidées par une Commission de surveillance sur autorisation de l’administration municipale. La prédominance des maîtres anciens dans les collections réoriente les choix du musée vers l’art de son temps et la municipalité fait le choix d’acquisition d’œuvres de peintres vivants.
Durant la période 1825-1886, 15 expositions sont consacrées aux artistes contemporains nantais, régionaux ou nationaux et la majorité des achats en provient. Dans la première moitié du XIXe siècle, les achats portent sur des œuvres variées : Eugène Delacroix (1839), Jean-Auguste-Dominique Ingres (1853), Jean-Baptiste Corot (1858), Gustave Courbet (1861). À partir de 1861, la Commission opte pour des œuvres plus « traditionnelles » et teintées d’académisme. De ce fait, certains mouvements d’avant-garde sont peu représentés tel l’impressionnisme ou le post-impressionnisme.

#### XXesiècle
À partir de 1919, date de la création de la Société des amis du musée des Beaux-Arts de Nantes, une nouvelle inflexion, plus tournée vers les avant-gardes, se fait sentiret. C’est ainsi que les œuvres de Claude Monet, Paul Signac, Raoul Dufy et Kees Van Dongen entrent dans les collections. Après la Deuxième Guerre mondiale, le musée renoue avec les acquisitions contemporaines. À la suite d’une exposition en 1947, le musée acquiert Salve Regina, grand tableau d’Alfred Manessier de 1945, ce qui marque un tournant important et introduit l’abstraction dans les collections.

#### Les années 1980: l’accentuation de l’approche contemporaine
Au cours des années 1980, l’approche contemporaine des acquisitions s’accentue encore. Les artistes italiens de l’Arte Povera (de Giuseppe Penone à Luciano Fabreo), les protagonistes de Supports/Surfaces (Claude Viallat, Daniel Dezeuze ou Toni Grand) constituent des choix audacieux. Il faut ajouter une politique active de dépôts du Fonds national d’art contemporains (FNAC) et du Fonds régional d’art contemporain des Pays de la Loire. Les collections modernes et contemporaines s’enrichissent par ailleurs de nombreux dépôts du Musée national d’art moderne – Centre de création industrielle (Centre Pompidou).

### Salons importants
Nantes propose sa première exposition publique d’œuvres d’art en 1825. En 1836 a lieu la première exposition triennale organisée par la Ville et la Société des beaux-arts, où sont présentées 275 œuvres. S’ensuivent sept autres expositions triennales (1839, 1842, 1845, 1848, 1851, 1854, 1858) grâce auxquelles la Ville et la Société des beaux-arts continuent d'enrichir les collections du Musée municipal.
Après 1861, le rythme des expositions triennales s’estompe au profit d’expositions moins fréquentes, ainsi se tiennent à Nantes trois expositions en 1861, 1872 et 1886.
Les salons au XIXe siècle étant généralement organisés par des membres de la Commission de surveillance, un lien fort se tisse naturellement avec le musée.

#### L'exposition nationale de 1861
À la suite des Expositions universelles (Londres en 1851, Paris en 1855), la municipalité nantaise prend conscience de l’intérêt pour la ville d’organiser un événement de plus grande envergure, tant en termes de retombées économiques que de renommée.
À partir de 1858, le projet d’une Exposition nationale est lancé par de grands industriels et le maire Ferdinand Favre. À la fin de l’année 1860 un Comité d’action, constitué de douze membres, est chargé de sa direction et d’en assurer la promotion ; il obtient le patronage de l’Impératrice Eugénie. L’exposition tenue du 14 juillet au 30 octobre 1861 présente les produits de l’industrie, de l’agriculture, des beaux-arts et de l’horticulture, répartis en neuf groupes.
À l’occasion de l’évènement, de nombreuses fêtes sont organisées dans la ville et la région : concerts, courses hippiques, cavalcade, fêtes nautiques… et de  fêtes nocturnes, notamment au Jardin des plantes.
L'exposition des beaux-arts de 1861 ne constitue qu’une seule partie de l’Exposition nationale et accueille des œuvres variées de peinture, gravure, lithographie, photographie, sculpture, architecture et peinture sur verre. Si elle n’est pas un événement aussi exceptionnel que celle de l’industrie et de l’agriculture, la quantité et la qualité des œuvres présentées attirent l’attention du public. Comme l’indique un extrait du Livre du Comité d’action : « C’est avec un vif sentiment de curiosité que le public s’est porté dans les salles. Chacun voulait s’assurer par un premier coup d’œil si l’ensemble des tableaux répondait à la réputation que l’exposition de peinture s’était faite avant son ouverture. En quelques instants la satisfaction devint générale, et peu à peu la foule s’amassa devant les productions des grands maîtres de l’école actuelle. »
Au total, 967 œuvres sont exposées par 431 artistes dont un peu plus de 70 exposants nantais. Cette réussite fût rendue possible grâce aux dispositions prises par la commission chargée de l’organisation. En effet, pour attirer les artistes, une médaille d’honneur de 3 000 francs a été promise (partagée par Paul Baudry et Jean-Léon Gérôme).
L’exposition est l’occasion pour la ville d’enrichir son musée municipal. La Ville alloue 20 000 francs pour l’achat d’œuvres artistiques exposées, en particulier les tableaux phares exposés à l’été 1861 (de Jean-Léon Gérôme, Paul Baudry, Jean-Louis Hamon et Gustave Courbet).

#### L'exposition nationale de 1886
L’exposition de 1886 se tient sur le cour Saint-André, près de la cathédrale de Nantes. Le salon contribue à établir la réputation artistique et le marché de l’art de Nantes, mais aussi la réputation de ses artistes, et la création de collections d’art moderne. 1 799 œuvres sont présentées entre le 10 octobre 1886 et le 15 janvier 1887. Les grands peintres académiques sont présents (Jules-Elie Delaunay, Luc-Olivier Merson, Gérôme) mais également les artistes d’avant-garde (Paul Gauguin, Auguste Renoir, Alfred Sisley, Georges Seurat, Paul Signac, Camille Pissarro, Auguste Rodin). Le succès est au rendez-vous avec 100 000 visiteurs mais les œuvres impressionnistes et néo-impressionnistes font scandale.
Pendant ce salon, le musée n’acquiert aucune œuvre d’avant garde et se tourne vers des peintures plus académiques telles que : Une stigmatisée au Moyen Âge Georges Moreau de Tours, Psyché Hélène Luminais, Barque de pêche, à Trouville Frank Myers Boggs et Retour du bal Alfred Philippe Roll.

## Autour du musée

### Quand le musée sert de morgue puis de chapelle ardente après les bombardements (1943)
Les 16 et 23 septembre 1943, d’importants bombardements touchent Nantes. Les victimes de ces bombardements sont regroupées dans le hall du Palais des Beaux-Arts.

Dans ses Souvenirs, Charles Belbeoch’, membre des Équipes Nationales (secours immédiats), raconte comment il a vécu les évènements des journées du 23 au 28 septembre 1943 : 
« La morgue : le palais des Beaux-Arts est un immense bâtiment dont le rez-de-chaussée (2 salles) qui seul est occupé. En entrant, l’odeur nous saisit à la gorge, odeur des morts, du chlorate de chaux sur le sol. À la lueur des bougies, de lampes à huile, nous distinguons des corps posés sur des planches. Nous touchons alors combinaisons et gants en caoutchouc pour manipuler les morts […] Nous ne tenions le coup qu’à grand renfort de tabac et d’alcool ; durant toute la nuit, je fus penché sur ces corps, l’horreur grandit avec le petit jour, une lumière blafarde qui rentrait au travers de fenêtres dépourvues de carreaux nous montrait avec plus de netteté les rangées de cercueils, véritable vision dantesque. »

### Un tableau de Rubens jugé violent
En novembre 2023, le tableau Judas Macchabée priant pour les défunts de Pierre Paul Rubens est jugé trop violent par l’algorithme de Google. Le tableau présent dans l’application playstore du musée met en scène la scène biblique de la révolte des Macchabées, dans lequel est peinte la tête décapitée du général Nicanor. Par cet examen algorithmique, Google souhaite limiter tout d’abord l’accès à l’application aux internautes de plus de 12 ans. Après une prise de contact avec la directrice du musée Sophie Lévy l’appli redevient accessible moyennant un contrôle parental.

## Fréquentation
Un an après sa réouverture le musée a accueilli 400 000 visiteurs, dépassant les objectifs initiaux fixés de sa directrice Sophie Lévy qui tablait sur 250 000 à 300 000 entrées, le classant parmi les premiers de France.
| 2001    | 2002    | 2003    | 2004    | 2005    | 2006    | 2007    | 2008    | 2009    | 2010    | 2011    | 2012       |
| ------- | ------- | ------- | ------- | ------- | ------- | ------- | ------- | ------- | ------- | ------- | ---------- |
| 154 442 | 114 172 | 144 075 | 83 501  | 121 147 | 94 960  | 103 414 | 112 398 | 154 479 | 127 973 | 116 269 | 193 111    |
| 2013    | 2014    | 2015    | 2016    | 2017    | 2018    | 2019    | 2020    | 2021    | 2022    | 2023    | 2024       |
| 153 649 | 218 657 | 230 260 | 100 137 | 254 957 | 326 296 | 298 776 | 133 577 | 126 285 | 237 212 | 422 328 | en attente |

## Expositions temporaires
- Nicolas Régnier, L'homme libre, du 1er décembre 2017 au 11 mars 2018.
- James Turrell, du 1er juin au 2 septembre 2018.
- Nantes 1886 : le Scandale impressionniste, du 12 octobre 2018 au 13 janvier 2019.
- Éloge de la sensibilité, du 15 février au 12 mai 2019.
- En chemin, du 28 juin au 25 août 2019.
- Charlie Chaplin dans l'œil des avant-gardes, du 18 octobre 2019 au 3 février 2020.
- À la mode, du 26 novembre 2021 au 6 mars 2022.
- Hyper sensible, du 7 avril au 3 septembre 2023.
- Suzanne Valadon, Un monde à soi, du 27 octobre 2023 au 11 février 2024.

## Les acteurs du musée

### Les professionnels et associations

#### La commission de surveillance
Elle est nommée par l’arrêté municipal du 16 décembre 1831, qui fixe le nombre de ses membres à 7 (celui-ci évoluera jusqu’à 21 membres en 1870). La commission est composée de riches notables (docteurs, avocats, notaires, hommes politiques…), artistes (peintres, sculpteurs, architectes...), commerçants et fonctionnaires. Elle accueille généralement en son sein des membres non résidents choisis parmi les personnalités parisiennes. La commission désigne le conservateur, en proposant trois noms au maire par ordre préférentiel. Elle administre le musée et décide des achats d’œuvres, accepte ou refuse les dons et legs. En 1946, la Commission de surveillance change de statut et devient à une Commission consultative par arrêté municipal.

##### Le conservateur à l'époque de la commission
Il est élu par la commission. Il joue un rôle succinct au sein du musée. Il assiste aux séances de la commission, avec voix consultative seulement pour exécuter les décisions prises lors des réunions. En 1890, il est décidé que le conservateur traitera directement avec le Maire et sera nommé par le préfet. En raison de son influence minime, des conflits peuvent surgir avec la commission.

#### La direction du Musée
Liste des directeurs et directrices du Musée d'arts de Nantes, de 1830 à aujourd'hui.
| Période d'activité      | Nom - Prénom                                                                                                  |
| ----------------------- | --- |
| 1830-1851               | Joseph Benjamin Bedert Premier conservateur du musée nommé en 1830, il occupa cette fonction jusqu’à sa mort. |
| 1851-1868               | BAUDOUX Henri                                                                                                 |
| 1868-1893               | COUTAN Paul Auguste                                                                                           |
| 1893-1910               | POMMIER Félix                                                                                                 |
| 1910-1914               | CATROUX René                                                                                                  |
| 1914-1936               | PINEAU-CHAILLOU Fernand                                                                                       |
| 1936-1945               | PERRON Charles                                                                                                |
| 1946-1963               | BENOIST Luc                                                                                                   |
| 1964-1985               | SOUVIRON Claude                                                                                               |
| 1985-1994               | Henri-Claude Cousseau                                                                                         |
| 1995-1999               | AUBERT Jean                                                                                                   |
| 1999-2001               | Poste vacant ; intérim assuré par Claude Allemand-Cosneau[réf. souhaitée]                                     |
| 2001-2003               | Guy Tosatto                                                                                                   |
| 2003-2006               | Corinne Diserens                                                                                              |
| 2006-2015               | Blandine Chavanne                                                                                             |
| 2015-2016               | Poste vacant ; intérim assuré par Cyrille Sciama et Émilie Porcher[réf. souhaitée]                            |
| 2016-2024               | Sophie Levy                                                                                                   |
| depuis le 1er juin 2025 | Emmanuelle Delapierre                                                                                         |

#### Les conservatrices du musée
Actuellement :
- Adeline Collange-Perugi[140] : Conservatrice art Ancien
- Marie-Anne du Boullay[141] : Responsable de la collection du 19e siècle et de la bibliothèque
- Claire Lebossé[142] : Conservatrice du patrimoine, responsable des collections d'art moderne
- Katell Jaffrès[143] : Chargée des collections d'arts contemporain

## Coordonnées des lieux mentionnés
1. ↑  Cour Jules-Dupré : 47° 13′ 10″ N, 1° 32′ 52″ O